# Kaiser-Franz-Joseph-Denkmal

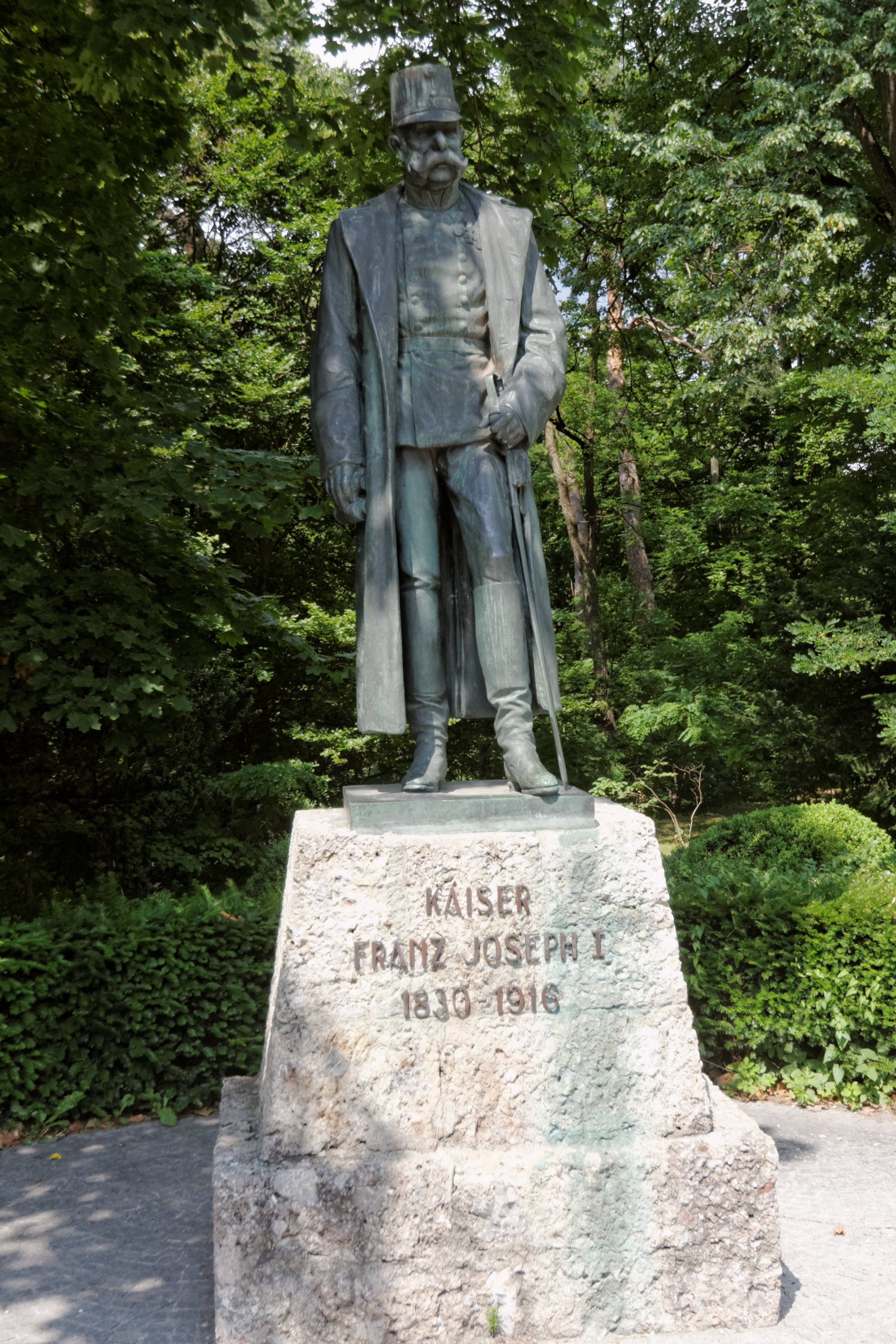
Lebensgroßes Standbild Kaiser Franz Josephs in Uniform am Innsbrucker Bergisel

Als Kaiserdenkmal (oft auch Kaiser-Franz-Joseph-Denkmal) werden in Österreich vielerorts zu Ehren des habsburgischen Monarchen Franz Joseph I. errichtete Persönlichkeitsdenkmäler bezeichnet. Diese sind – durch die nostalgische Verklärung des Kaisers nach dem Untergang der Donaumonarchie – auch heute noch vielerorts zu finden und werden zumeist nach wie vor sehr gepflegt. Vielfach wurden zu den Denkmälern auch „Kaisereichen“ oder „Kaiserlinden“ bzw. „Jubiläums-Linden“ gepflanzt, die ebenfalls zum Teil noch heute gedeihen.
Es existieren darüber hinaus auch (in geringerer Anzahl) seinen Vorgängern und seinem Nachfolger Karl I. gewidmete Denkmäler.

## Kaiser Franz Joseph-Denkmäler
Die meisten Denkmäler wurden aus Anlass von Regierungsjubiläen von Kaiser Franz Joseph I. (1830–1916, regierte ab 1848) errichtet. Diese waren vielfach Standbilder, Büsten oder auch Plaketten mit dem Konterfei des Monarchen auf Stelen oder Obelisken.
Nach dem schon vereinzelt erste Ehrenmale zum 40-jährigen Thronjubiläum 1888 aufgestellt wurden, stieg deren Anzahl mit dem 50-jährigen des Kaisers Thronjubiläum im Jahre 1898 sprunghaft an. Die in der Anzahl meisten und dekorativsten dieser (zumeist als Porträtbüsten ausgeführten) Denkmäler wurden jedoch aus Anlass das 60-jährigen Thronjubiläums des Kaisers 1908 errichtet. In Wien konstituierte sich nach Ende der Monarchie ein Verein zur Erhaltung bereits bestehender Kaiserdenkmäler und der Errichtung eines neuen, monumentaleren Ehrenmals für den 1916 verstorbenen Kaiser. Erst 1957 konnte das heute sehr bekannte Kaiserstandbild im Wiener Burggarten eingeweiht werden. Mitunter werden auch heutzutage noch Denkmäler für Kaiser Franz Joseph errichtet, beispielsweise 1992 errichtete Standbild auf der namensgebenden Kaiser Franz Josefs-Höhe am Großglockner.

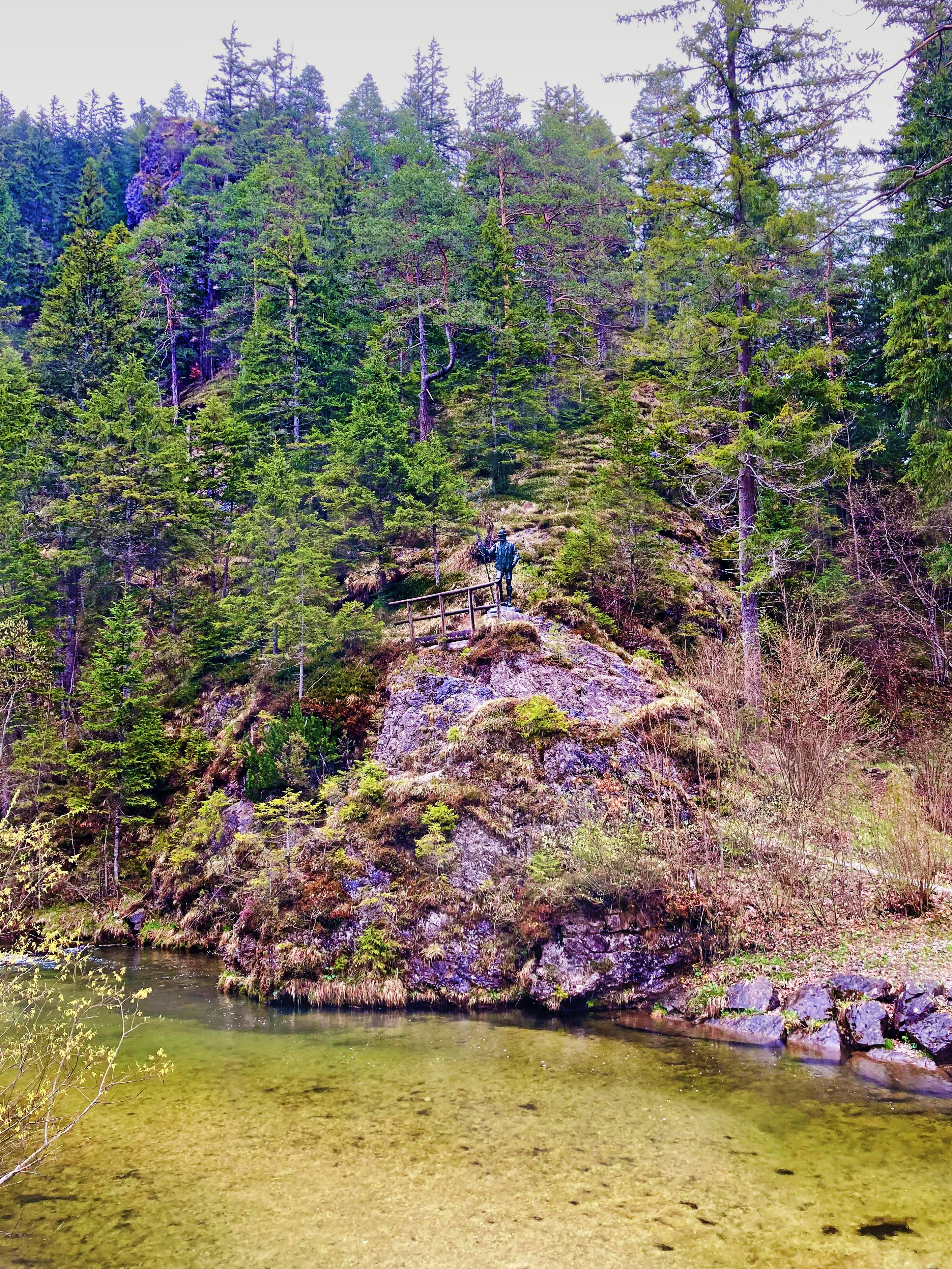
Kaiser-Jagdstandbild im Tal der Walster bei Mariazell

Zumeist handelte es sich bei den Darstellungen des Kaisers aus Büsten in Bronzeguss, diese wurden zumeist von spezialisierten Gießereien hergestellt und zum Teil auch vervielfältigt. Beispielsweise diente die 1898 von Viktor Tilgner erschaffene Büste des Kaisers auch zehn Jahre später noch als Vorlage für Denkmalbüsten wie für diejenige im Niederösterreichischen Ernstbrunn. Es wurden auch etliche überlebensgroße Standbilder von dem schon zu Lebzeiten verehrten Kaiser angefertigt, am bekanntesten ist heute jenes im Wiener Burggarten. Dieses stand jedoch ursprünglich vor der Infanterie-Kadettenschule in Wien-Breitensee und war 1904 das erste öffentlich aufgestellte Standbild des Monarchen. Später kam die Statue in den Stadtpark nach Wiener Neustadt, wo sie 1918 einem Sprengstoffattentat zum Opfer fiel und anschließend ins dortige Museum kam. Das Kaiser-Jagdstandbild in Bad Ischl, welches Franz Joseph in seiner typischen Jäger-Montur darstellt, wurde aus Anlass des 80. Geburtstages des Kaisers von der Gemeinde errichtet. Franz Joseph I. nahm selbst an der Einweihung teil. Ebenfalls 1910 ließ der Großindustrielle Arthur Krupp ein in seiner Berndorfer Metallwarenfabrik gegossenes, sehr ähnliches Kaiser-Jagdstandbild im Tal der Walster bei Mariazell aufstellen. Viele dieser Statuen stehen auf zum Teil monumentalen Sockeln aus Fels oder behauenem Stein (vielfach Marmor) und sind mit Jugendstil-Elementen verziert. Es wurden auch Büsten und Standbilder komplett in Stein gearbeitet, beispielsweise das Denkmal im Stadtpark von Wolkersdorf, geschaffen vom Bildhauer Franz Zelezny.
Die meisten dieser zahlreich aufgestellten Denkmäler zeigen Franz Joseph in Militäruniform, zumeist in der Galauniform eines österreichisch-ungarischen Feldmarschalls oder in Felduniform mit Mantel, Säbel und Tschako oder Zweispitz mit Federbusch. Seltener wurde der Monarch auch im Ornat des Ordens des Goldenen Vlies verewigt, dessen Inhaber Franz Joseph war. Relativ wenig hingegen wurde der Kaiser als Jäger in seiner typischen Jagd-Montur mit Lederhose, in Stutzen, mit Lodenjoppe und Hut dargestellt.
Durch die schon zu Lebzeiten des Monarchen einsetzende und vielfach bis heute andauernde Verklärung seiner Person als gütiger „Landesvater“ haben sehr viele dieser Kaiserdenkmäler bis heute überdauert und sind vielfach, meist gepflegt und mit Blumen verziert, selbst in kleinsten Ortschaften noch zu finden. Vielfach ist man auch heute noch stolz auf diese zumeist von den Gemeinden errichteten Statuen und Büsten des „alten Kaisers“ und pflegt sie dementsprechend. Auch in seit 1918 unabhängigen Kronländern wie dem heutigen Tschechien finden sich noch vereinzelt Kaiserdenkmäler.
In manchen Fällen wurden nach 1918 oder zu einem späteren Zeitpunkt aus politischen Gründen abgeschaffte Kaiserdenkmäler in jüngerer Zeit wieder aufgestellt, beispielsweise das Kaiser-Franz-Joseph-Denkmal im tschechischen Přívěsť oder das 1985 wieder errichtete Denkmal in Salzburg-Maxglan.
2009 wurde ein neues Denkmal in Czernowitz aufgestellt. Gestaltet wurde es von den Künstlern Volodymyr Zisaryk und Serhij Ivanov.
Die heute tschechische Gemeinde Pohleď stellte aus Anlass des 100. Todestages des Monarchen eine neue Kaiser-Büste auf.
Anfang September 2022 wurde die metallene Büste des Kaiserdenkmals in Schleinbach von Unbekannten gestohlen. Die Büste konnte, da sie einige Zeit vorher zufälligerweise 3D-gescannt wurde, durch eine im 3D-Drucker hergestellte, originalgetreue Replik ersetzt werden. Konstruktion und Druck der Büste waren ein Abschlussprojekt dreier Maturanten des Wiener TGM.

## Galerie

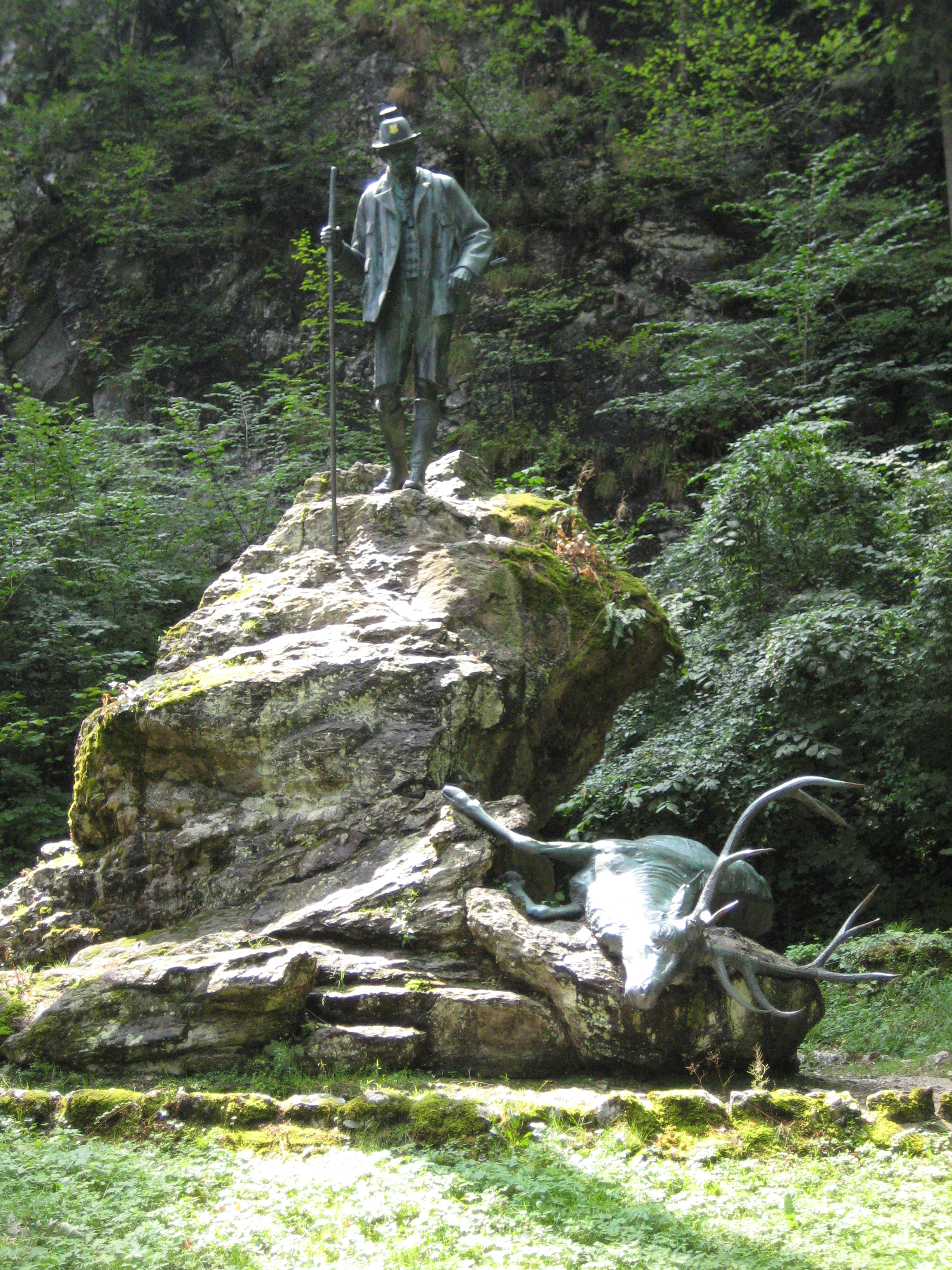
Kaiser-Jagdstandbild in Bad Ischl
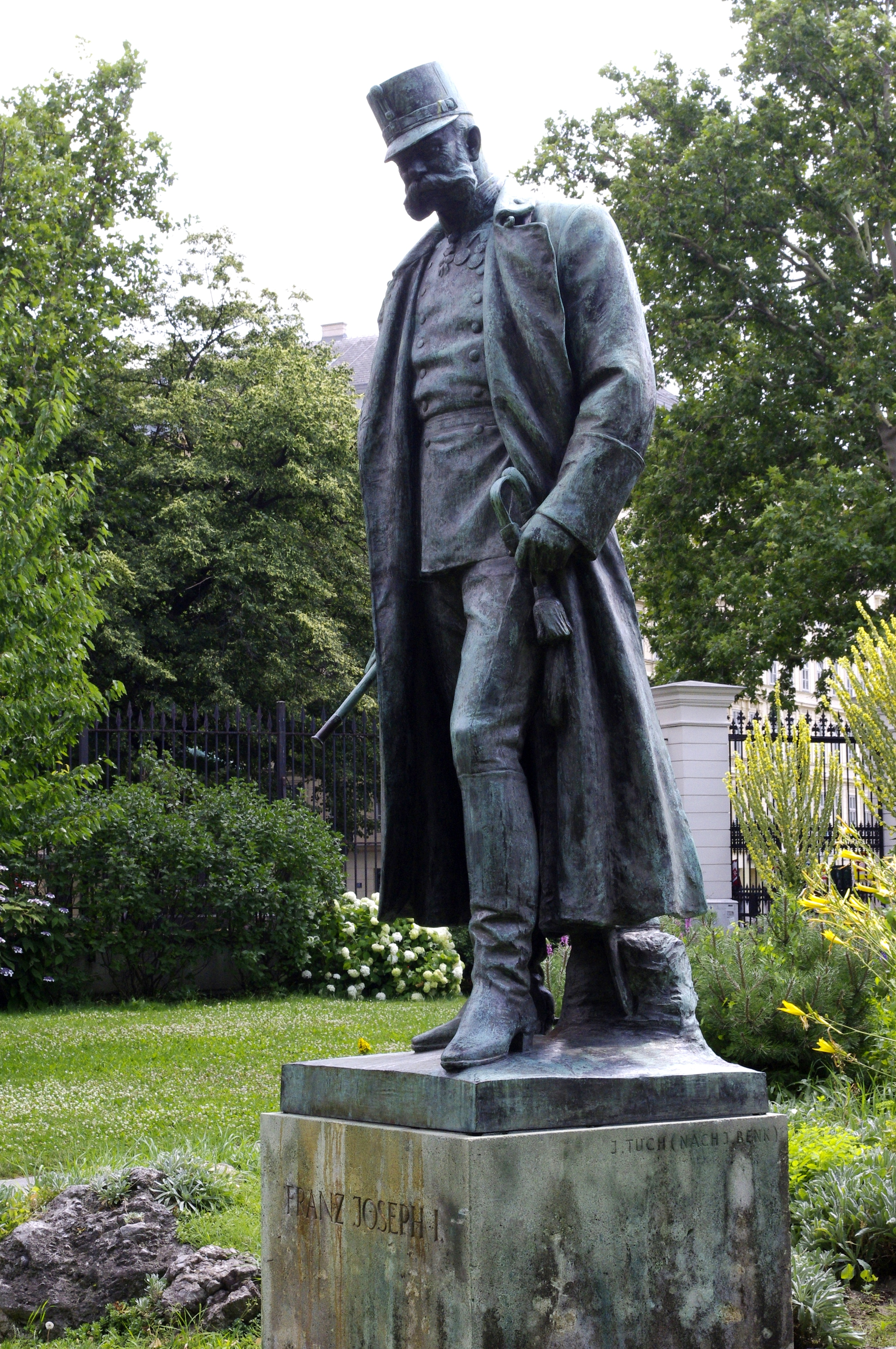
Kaiserdenkmal im Wiener Burggarten
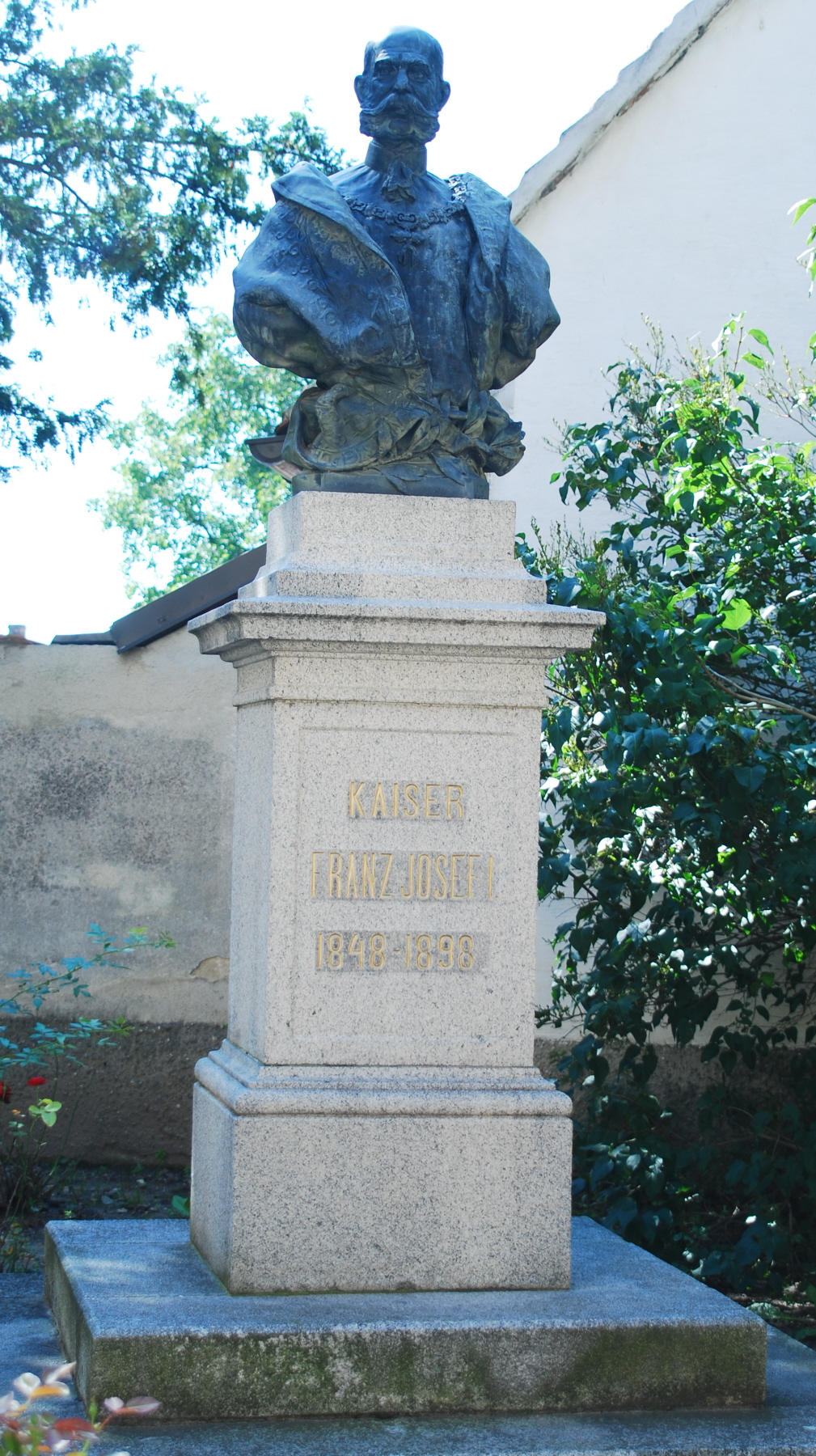
Kaiser-Franz-Joseph-Denkmal (Pulkau), 1908 errichtet
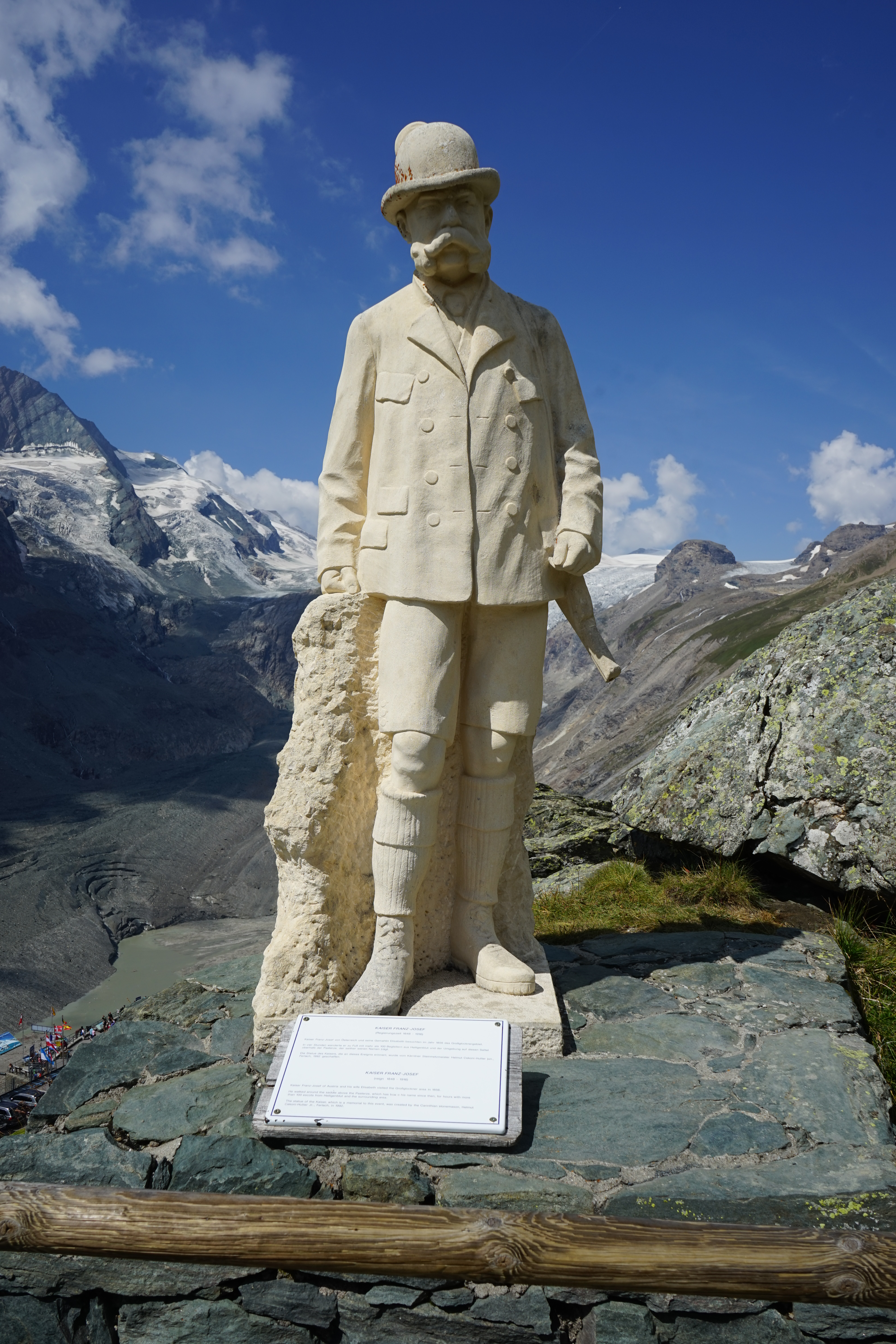
Kaiserdenkmal Kaiser Franz Josefs-Höhe von 1992
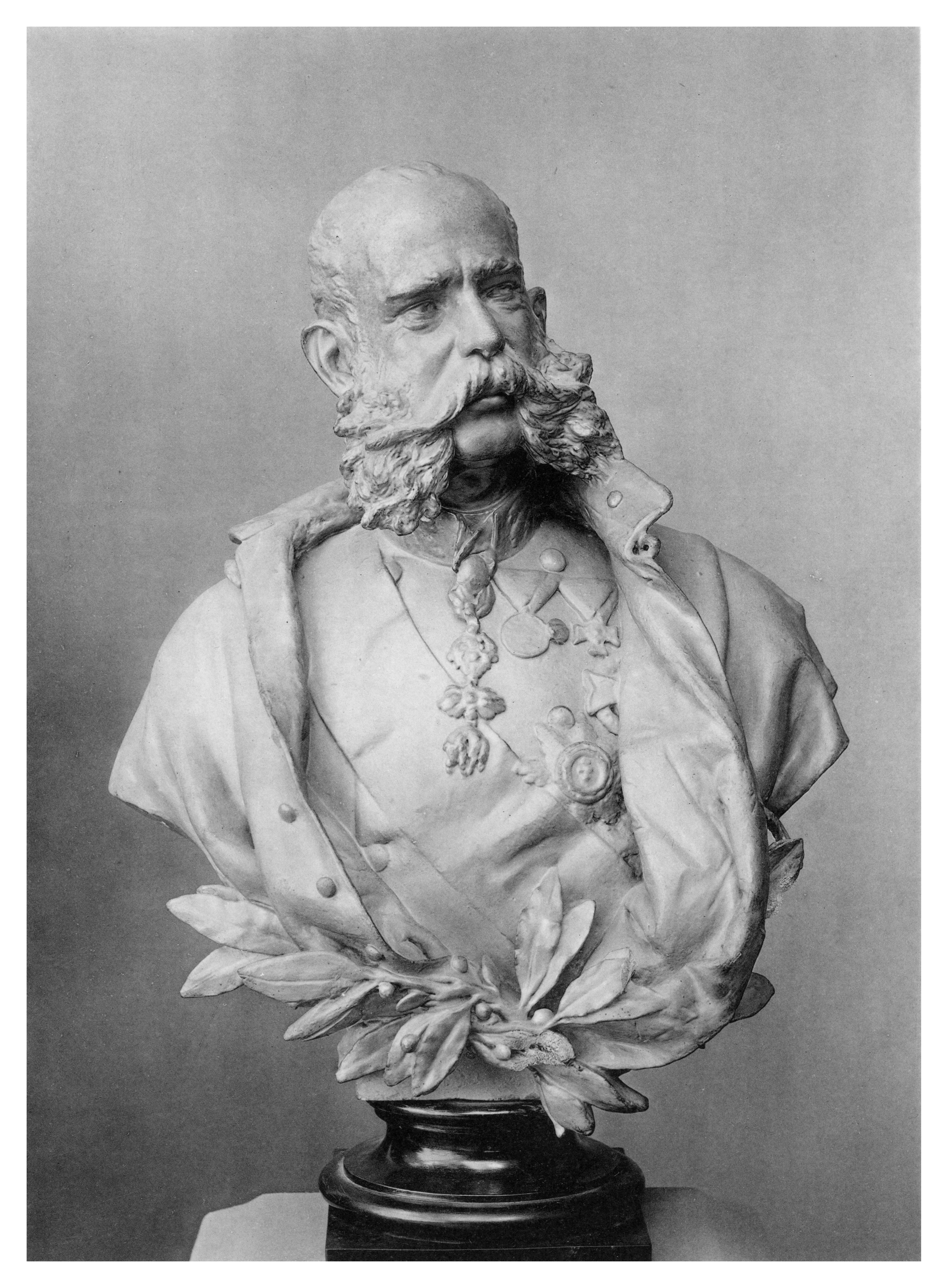
Die von Viktor Tilgner 1898 geschaffene Porträtbüste diente als Vorbild für viele Kaiserdenkmäler
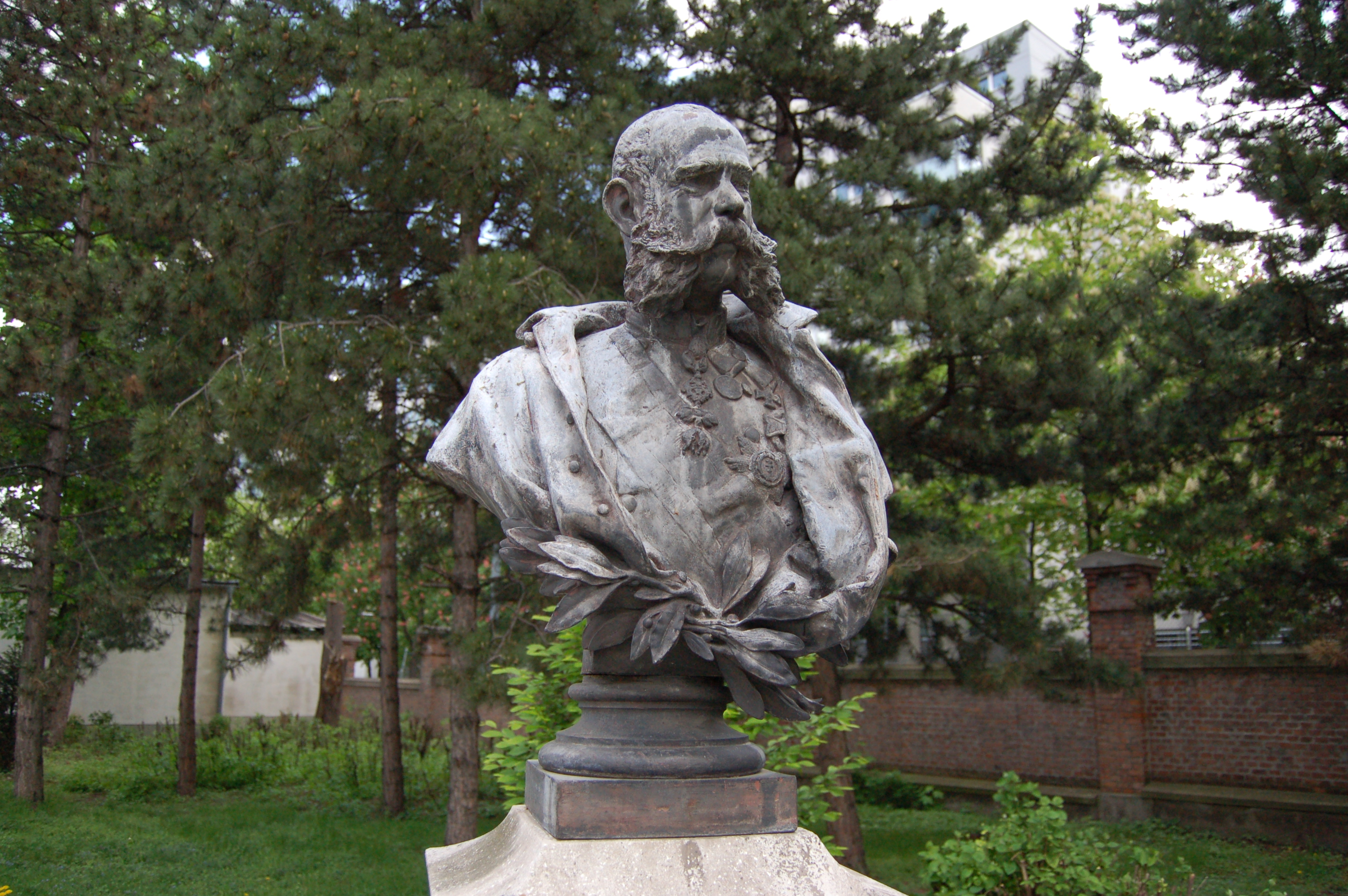
Kaiserdenkmal im Wiener Wilhelminenspital
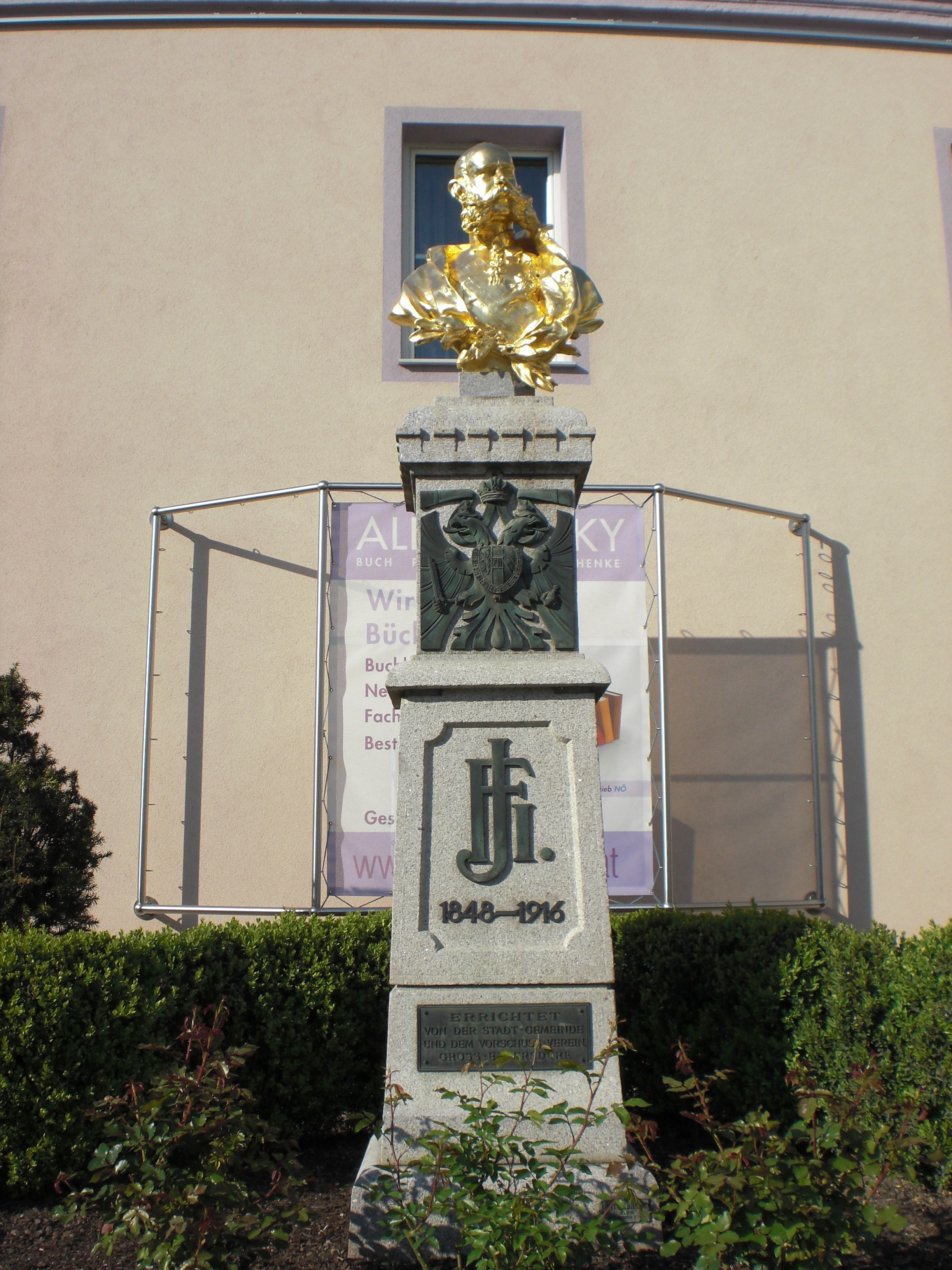
Kaiserdenkmal in Groß-Enzersdorf von 1908
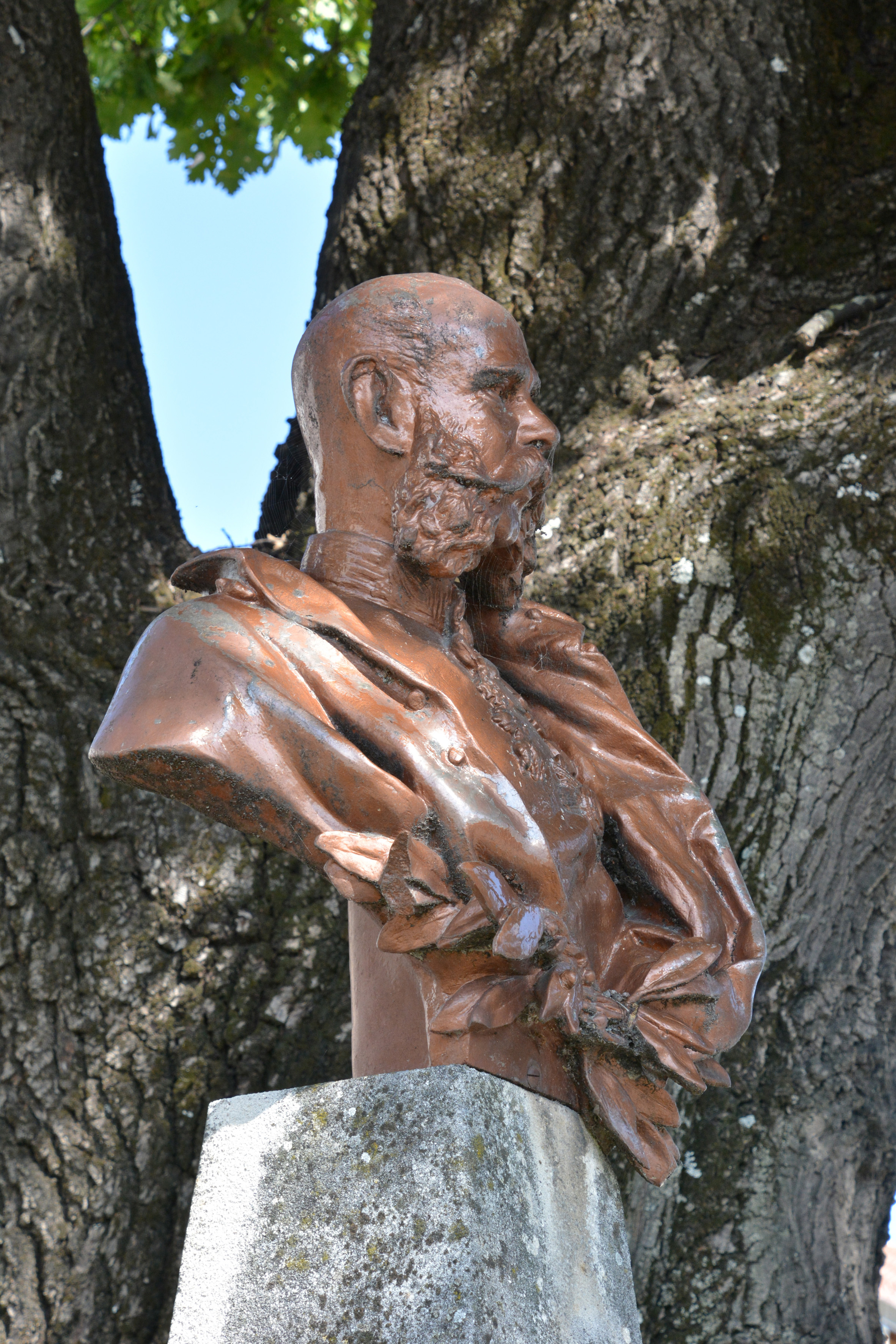
Kaiserbüste an der Kaiserlinde auf dem Hauptplatz von Ernstbrunn
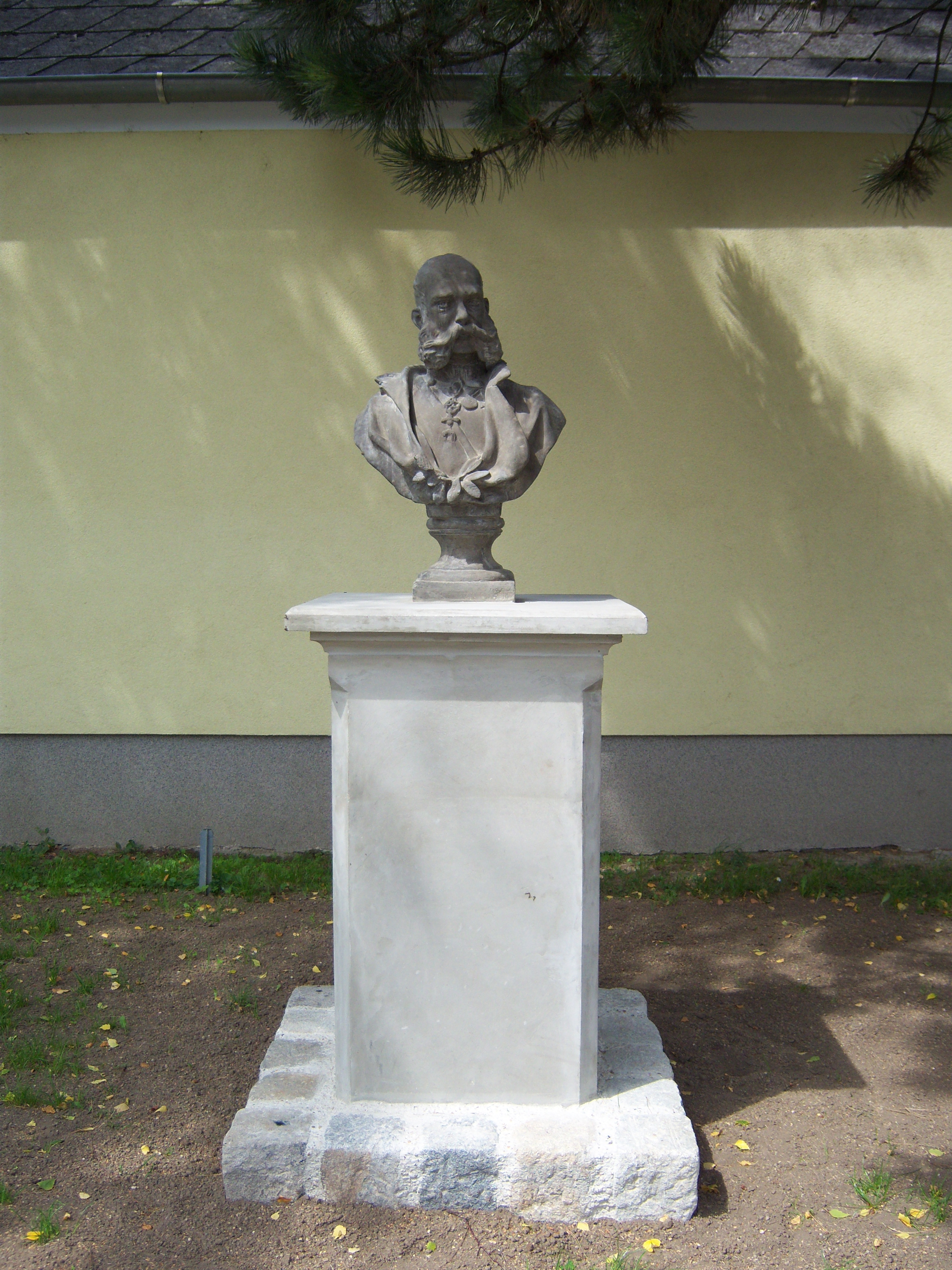
Denkmalbüste in Obersdorf
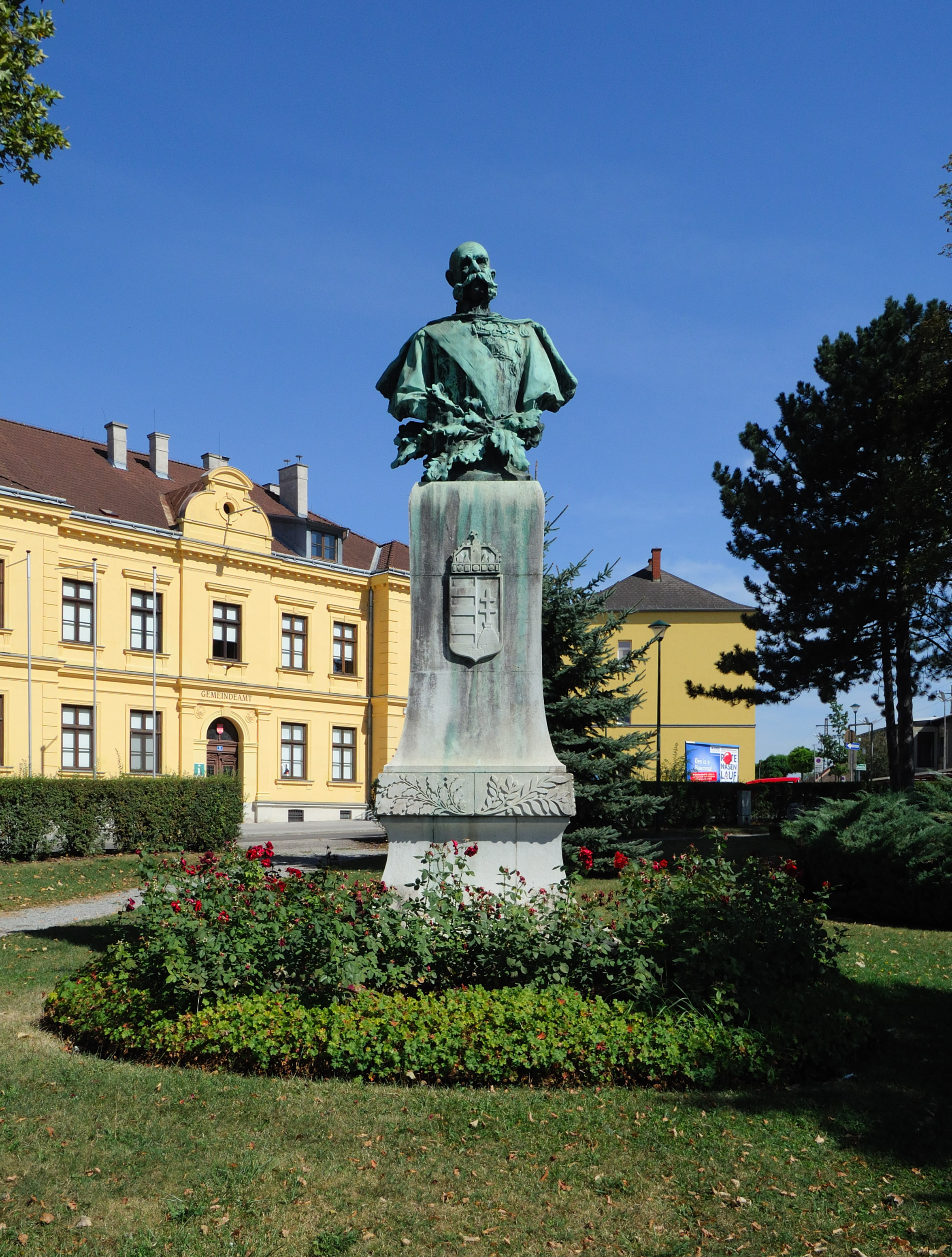
Denkmal in der ehemaligen ungarischen Garnison Bruckneudorf, es zeigt den Kaiser als König von Ungarn
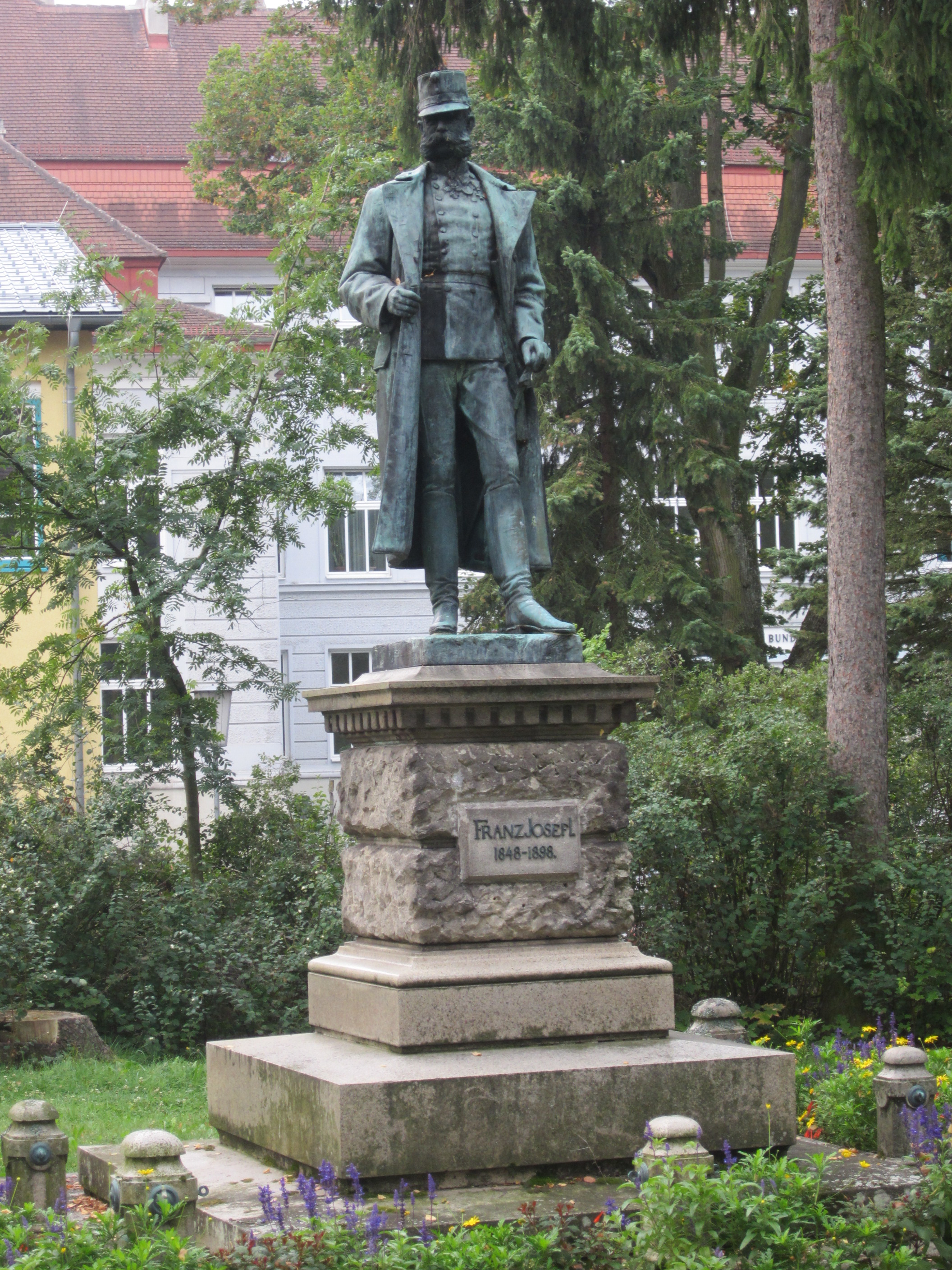
Kaiserdenkmal in Waidhofen an der Thaya von 1898
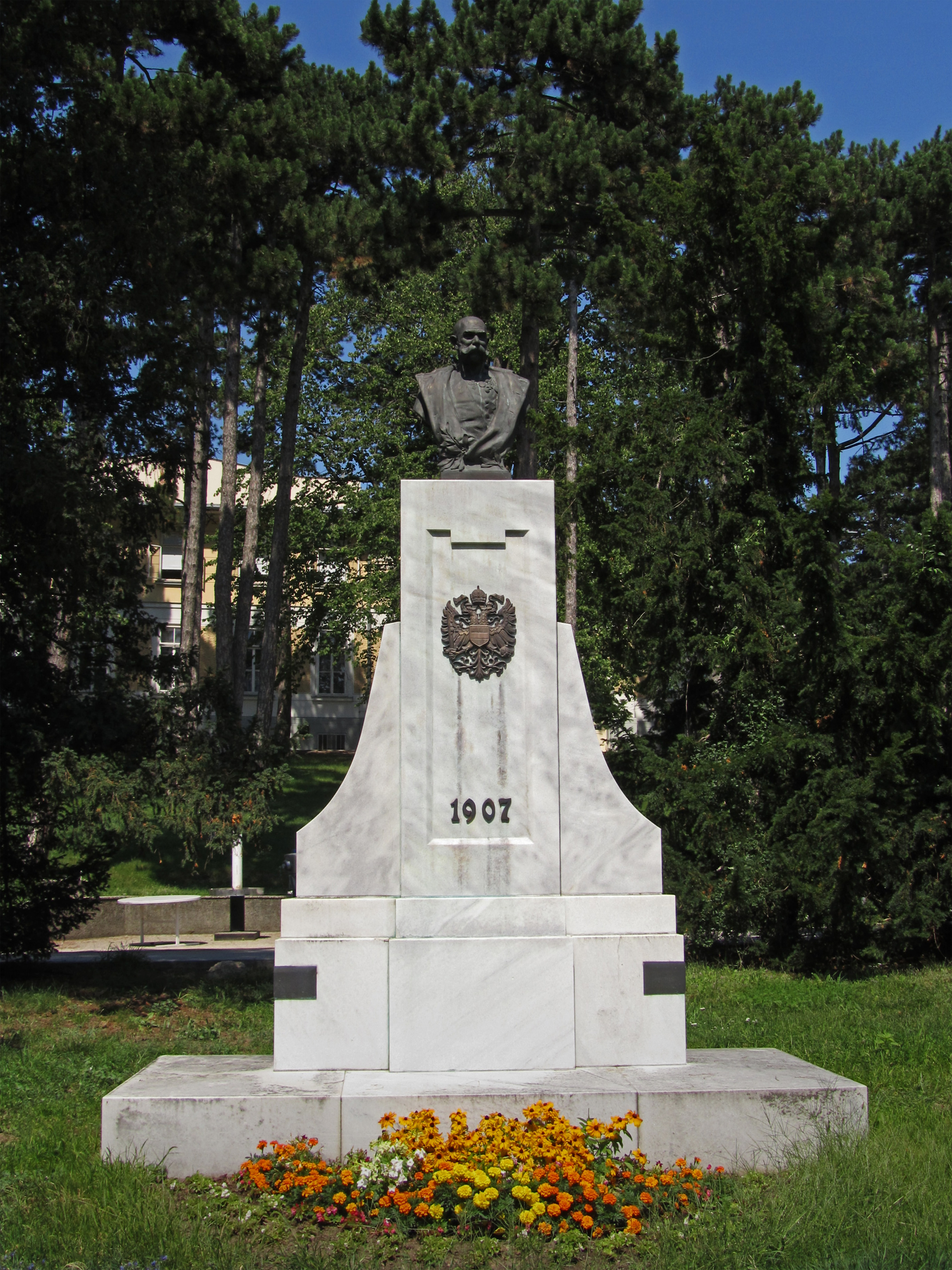
Denkmal in der ehemaligen Landesirrenanstalt Steinhof von 1907
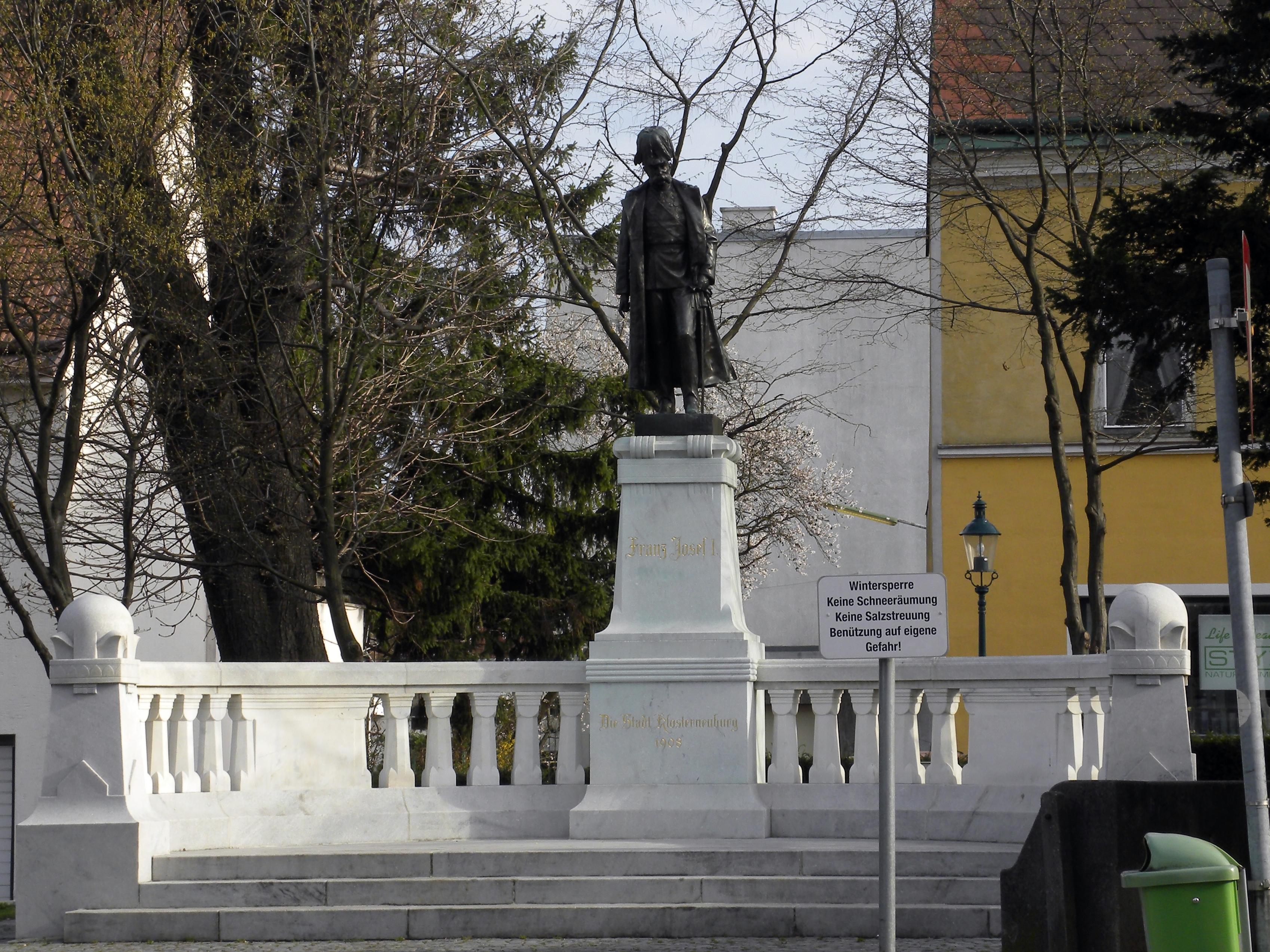
Kaiserdenkmal in Klosterneuburg von 1908 mit Einfriedung aus weißem Marmor
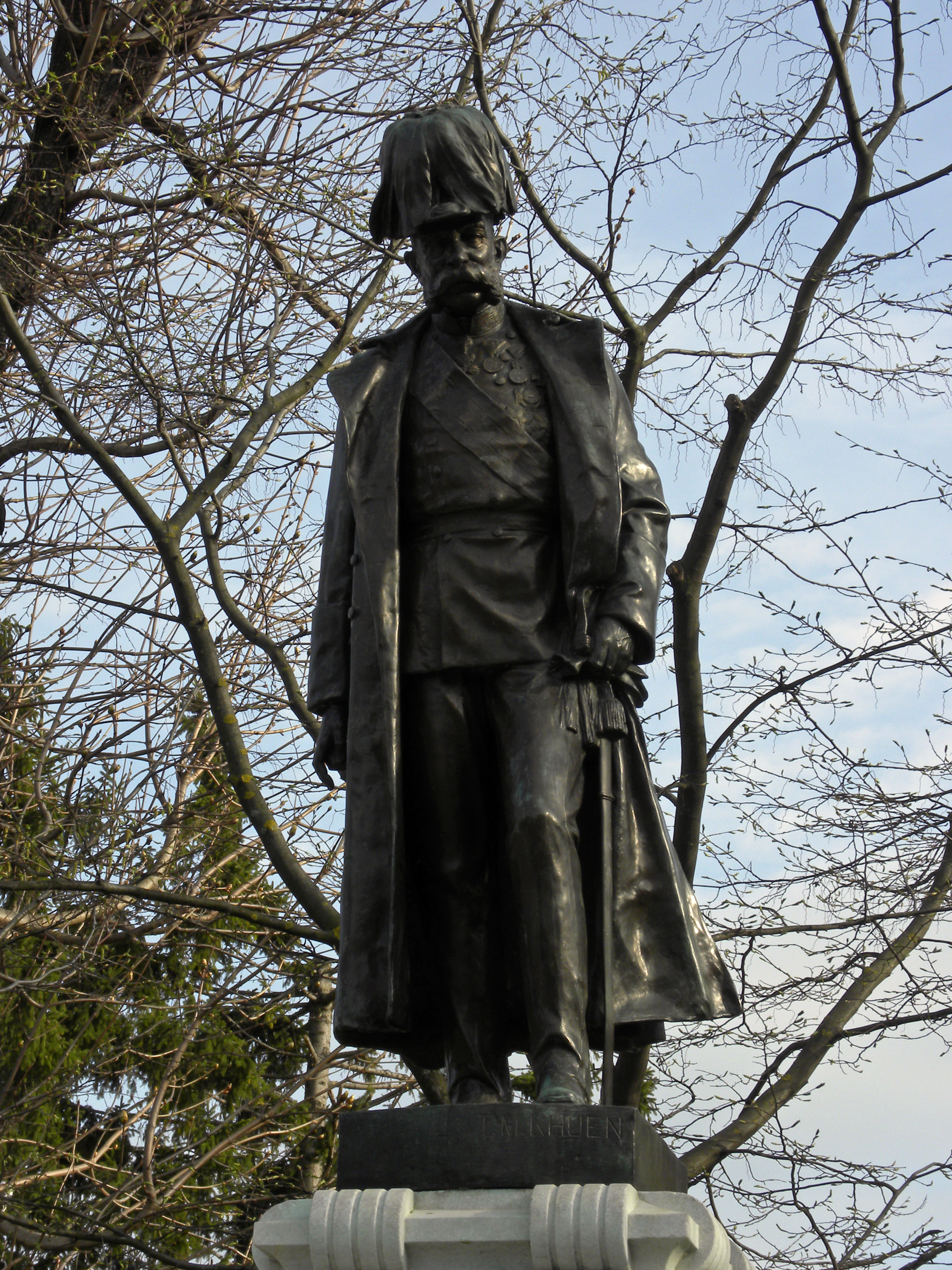
Standbild des Kaisers in Klosterneuburg von Theodor Khuen
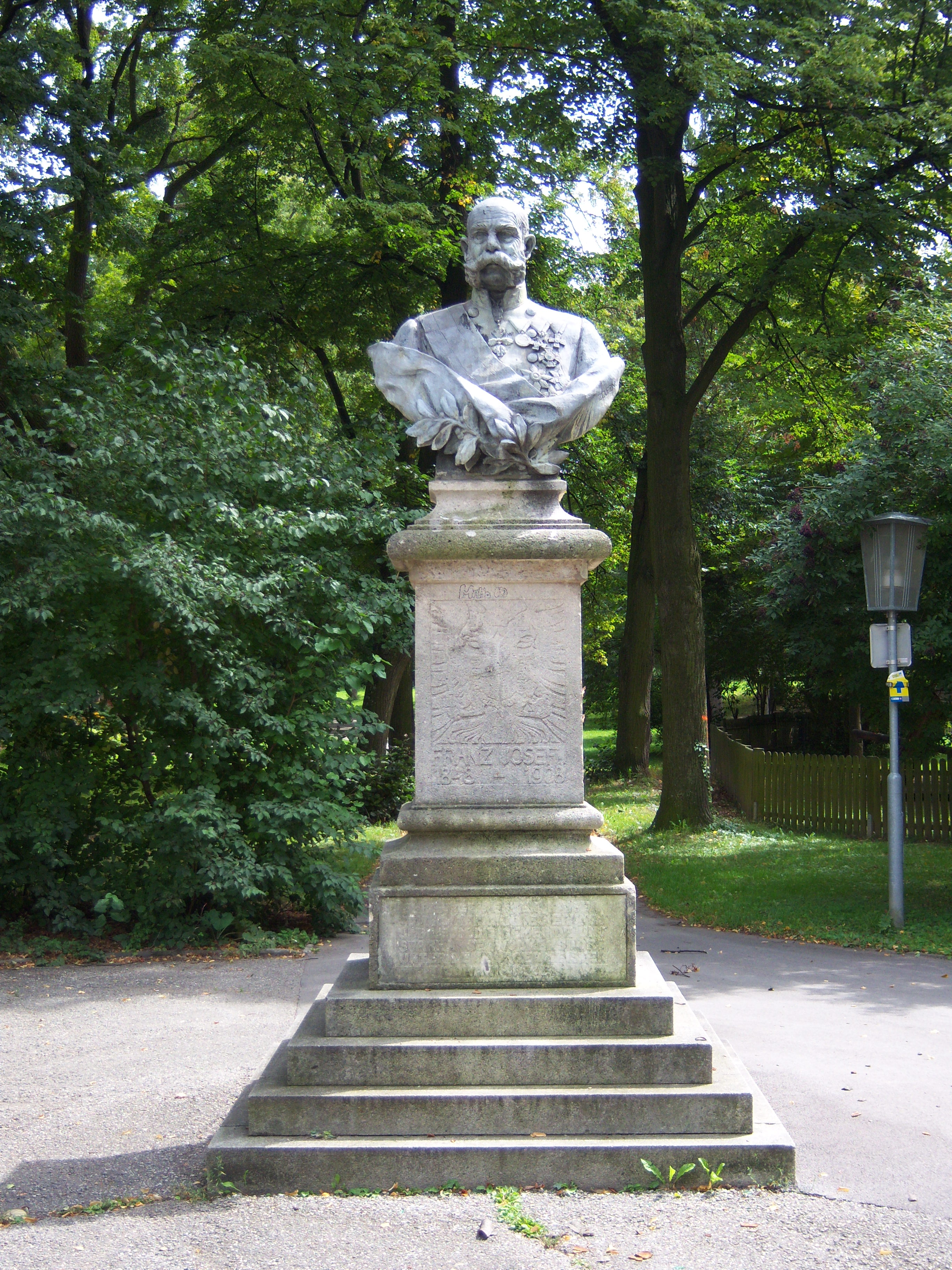
Kaiserdenkmal im Stadtpark von Wolkersdorf von Franz Zelezny
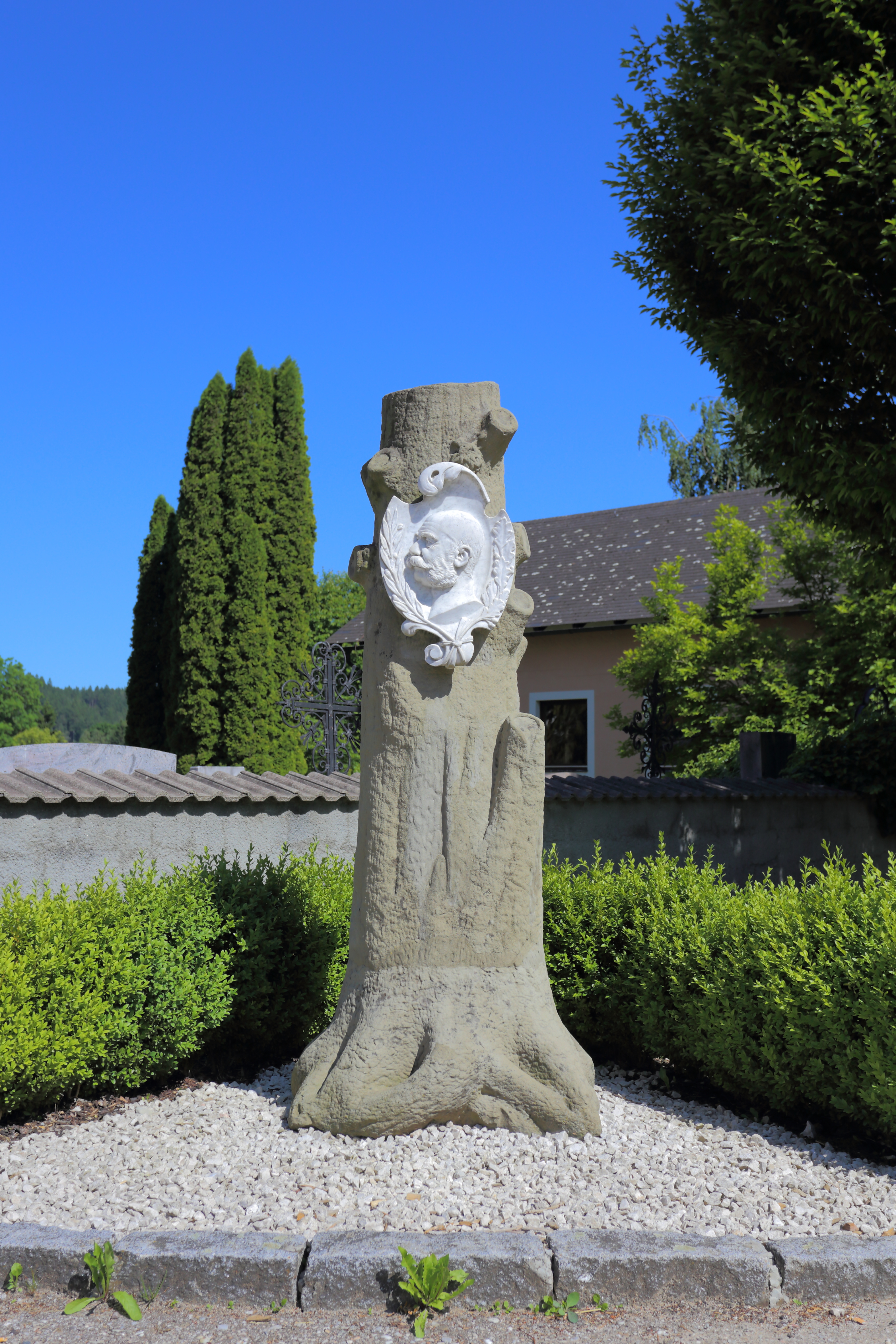
Denkmal in Form einer Plakette auf einem stilisierten Baumstamm in Pischelsdorf am Engelbach in Oberösterreich
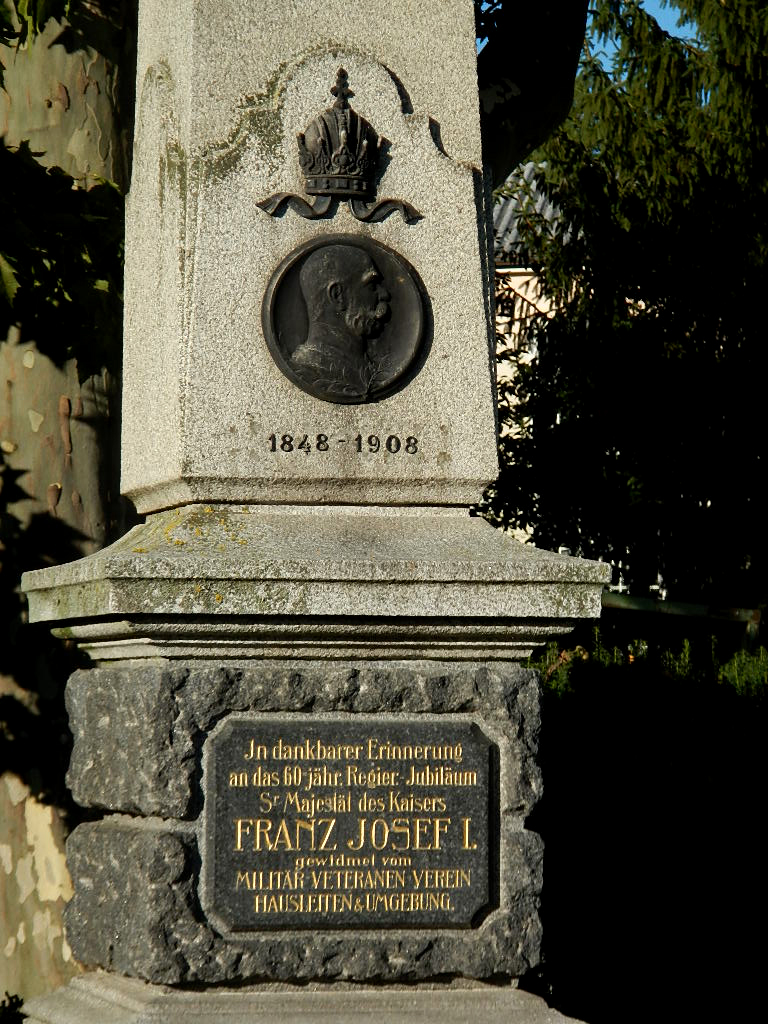
Detail des Obelisken in Hausleiten
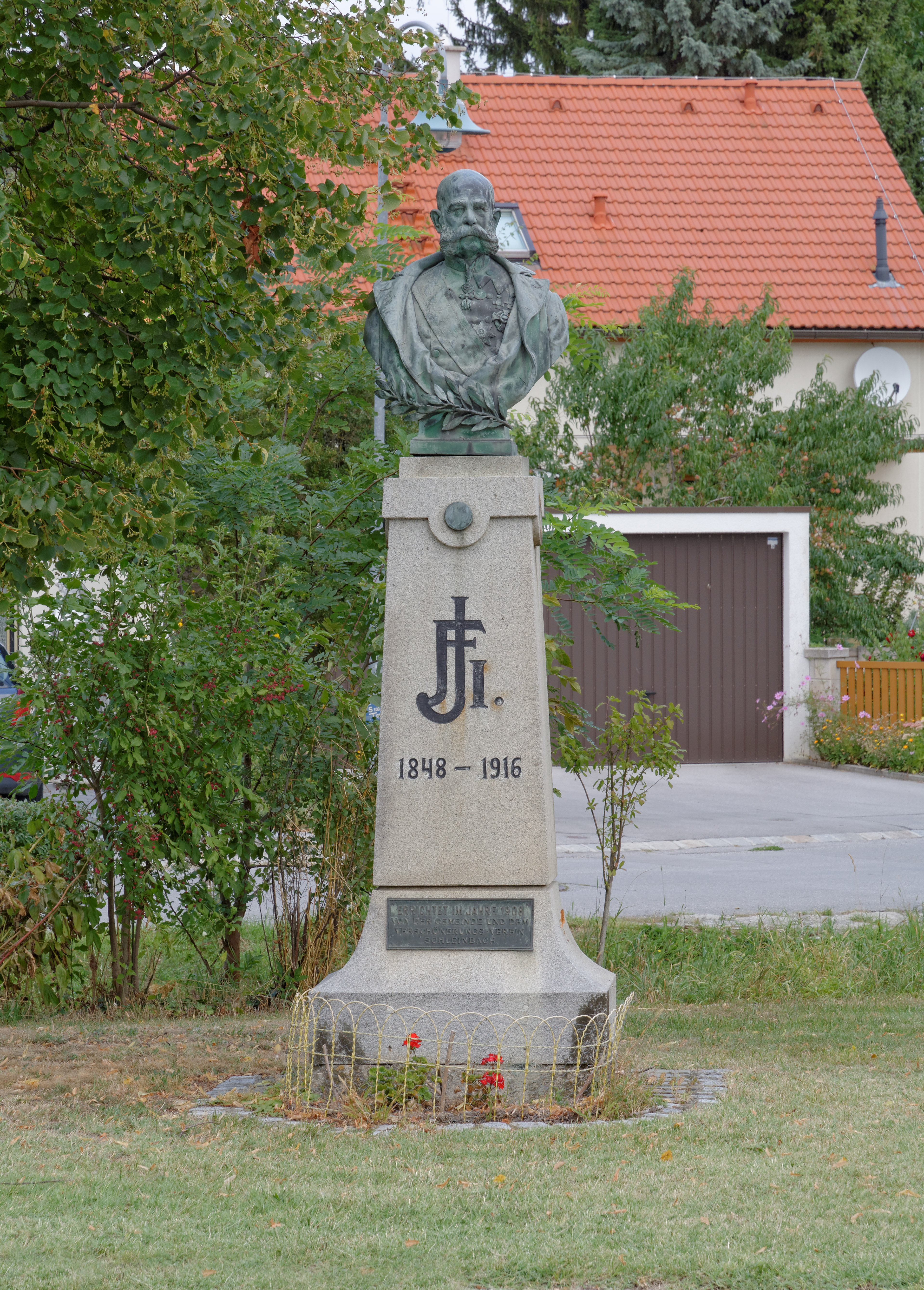
Denkmalbüste in Schleinbach, 2022 gestohlen
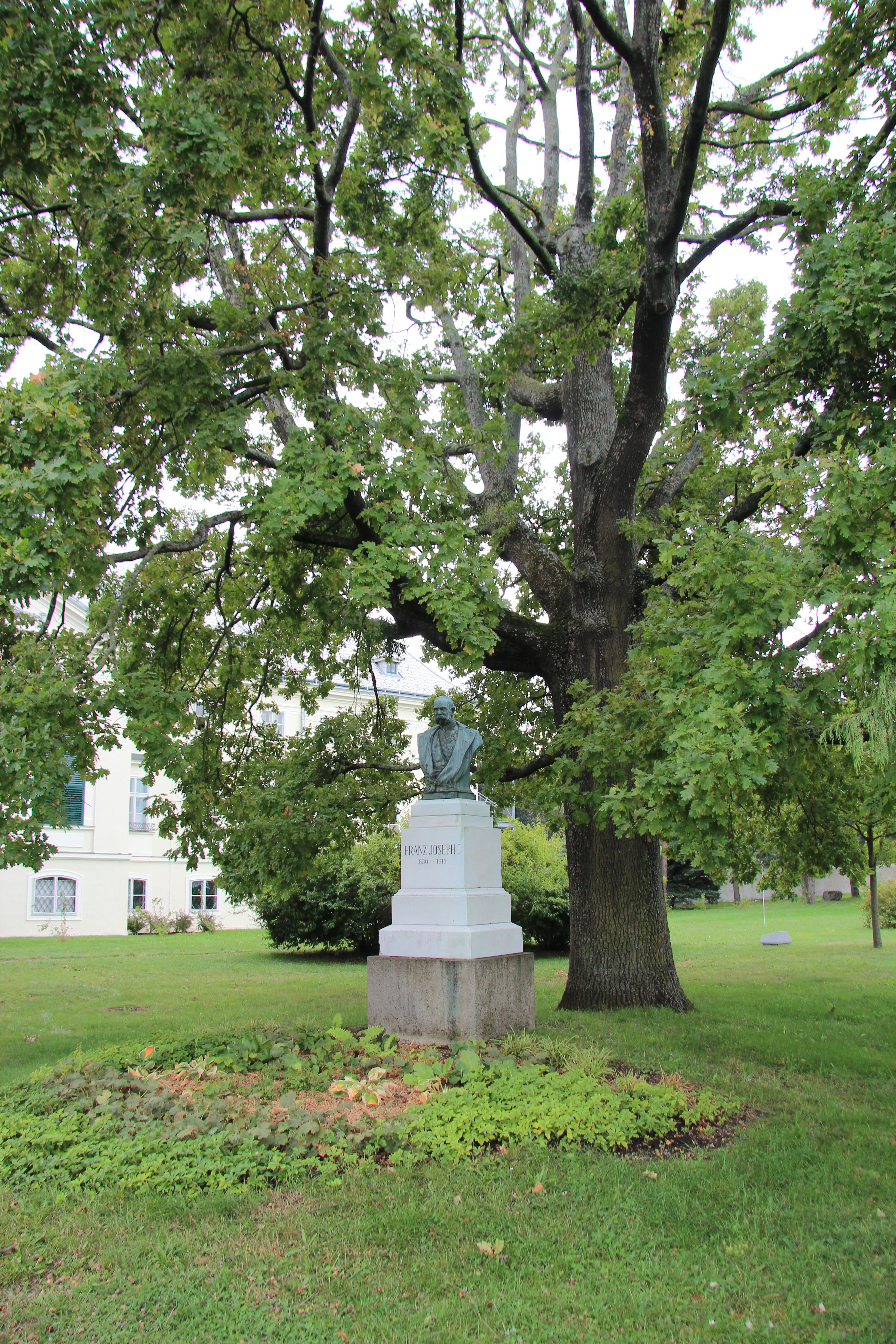
Kaiserbüste im Bahnpark in Laxenburg
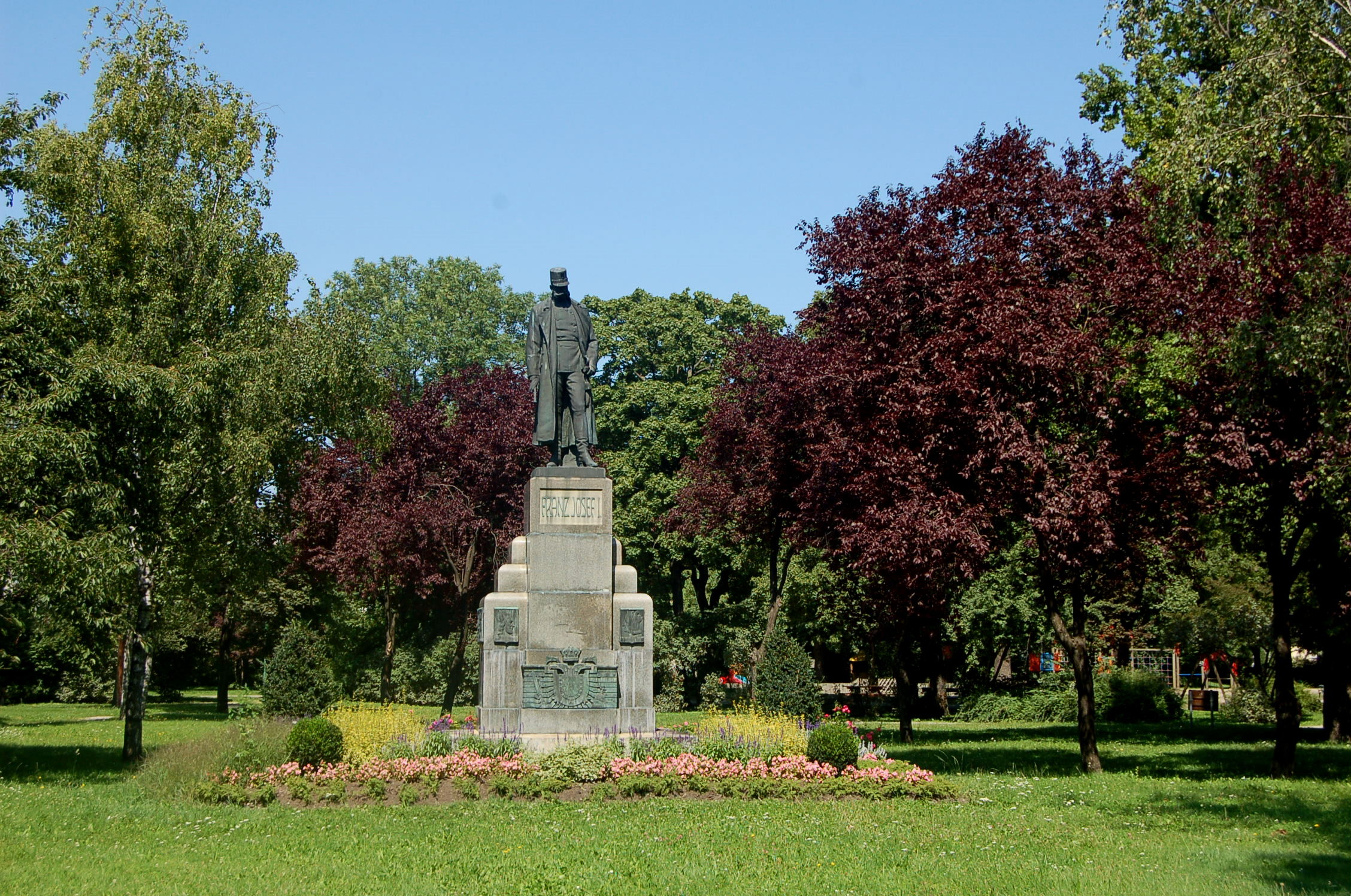
Das 1918 gesprengte und später wieder errichtete Denkmal im Stadtpark Wiener Neustadt
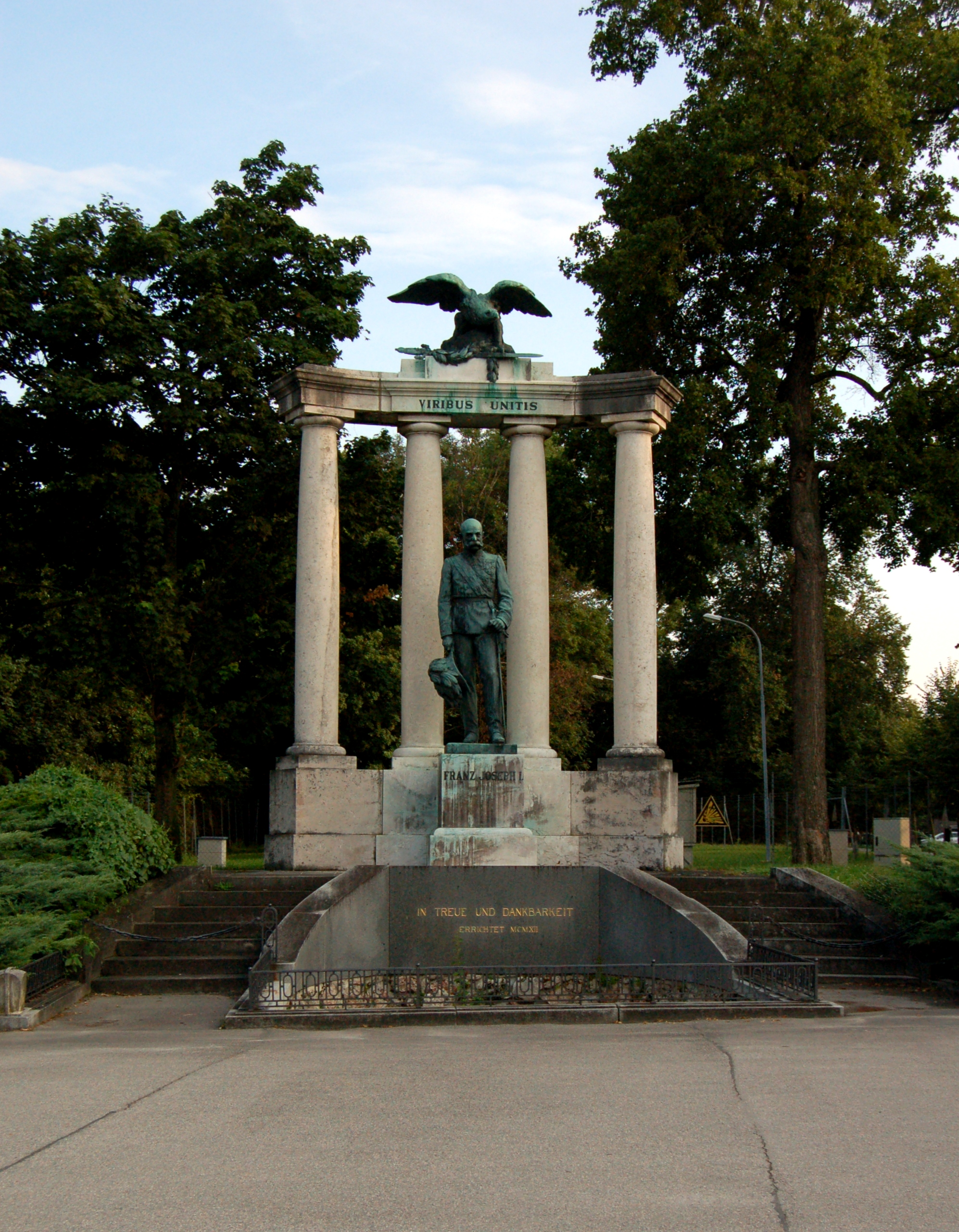
Denkmal für Kaiser Franz Joseph im Akademiepark in Wiener Neustadt
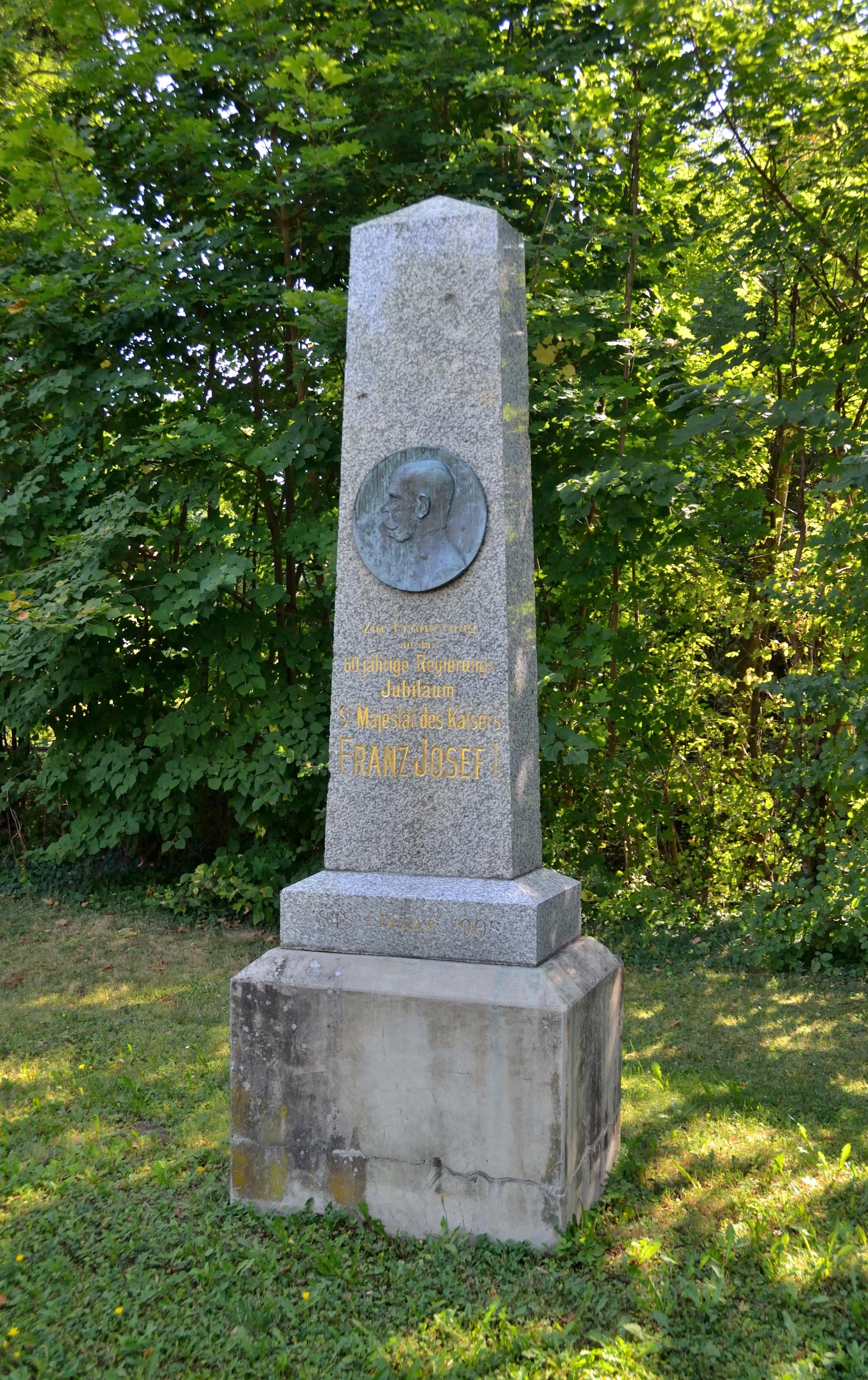
Denkmal in Gaweinstal
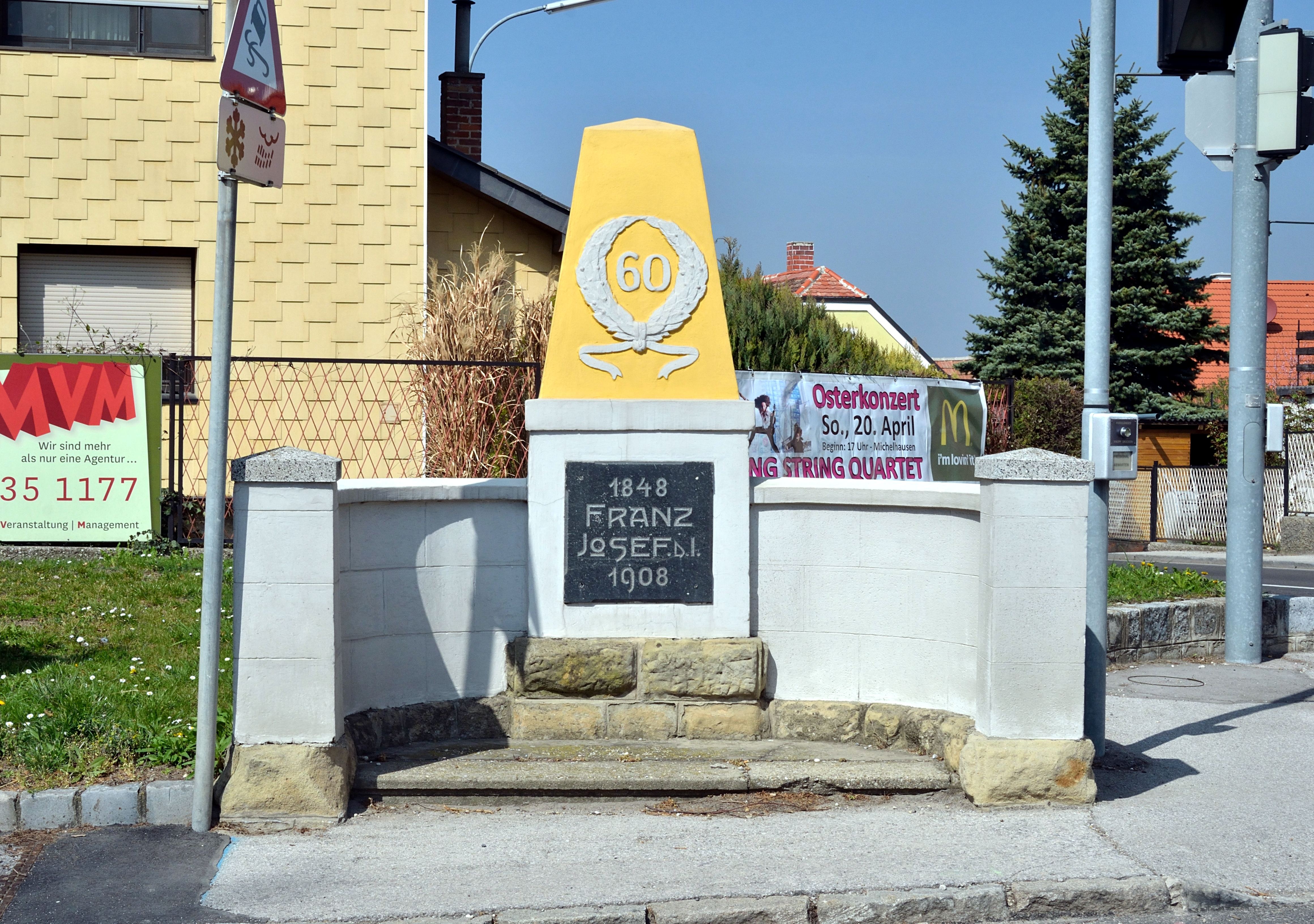
Denkmal ohne jegliche bildliche Darstellung des Kaisers in Königstetten
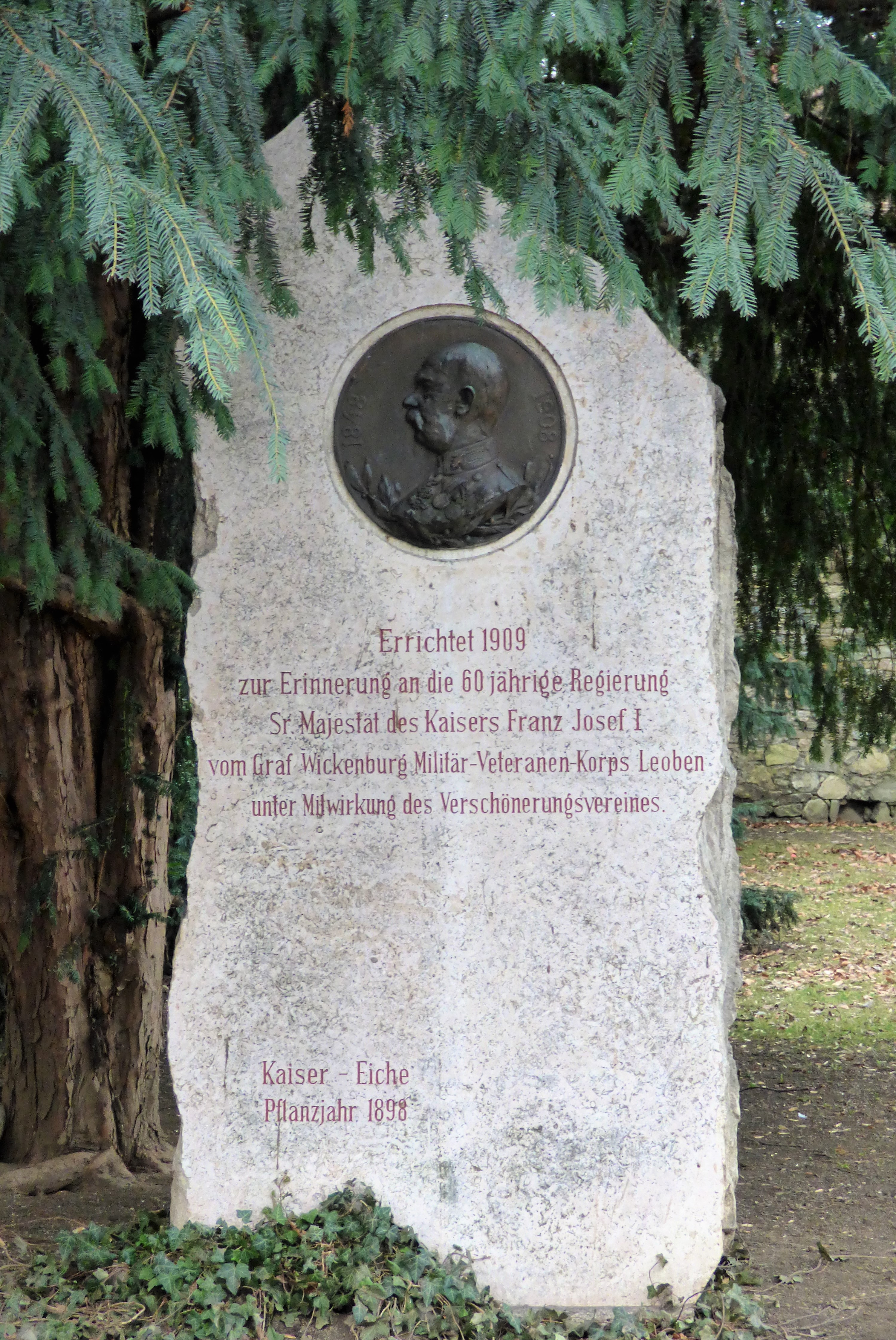
Denkmal in Leoben von 1909
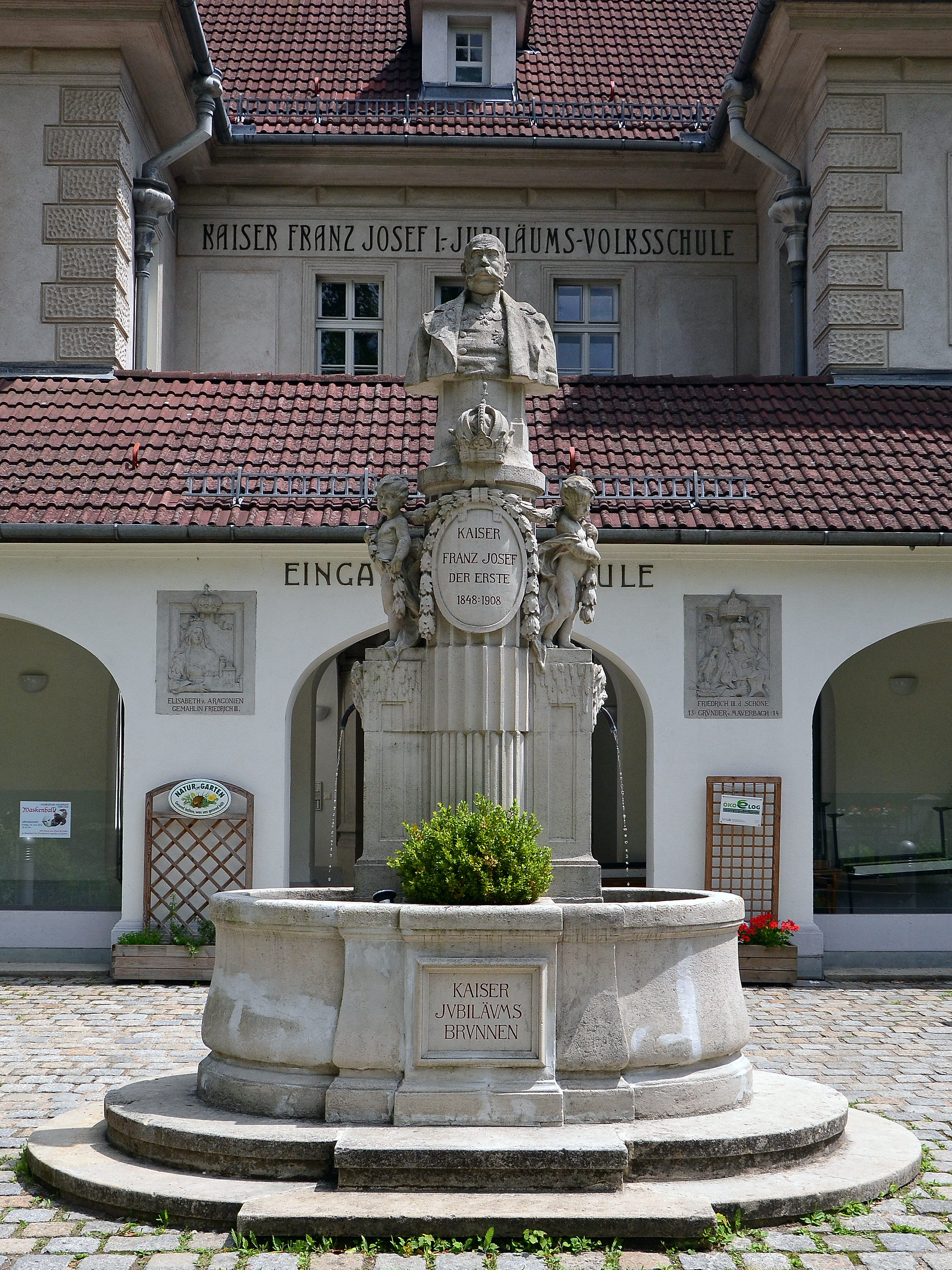
Kaiser Jubiläums-Brunnen mit Denkmal und Schule in Mauerbach

## Denkmäler anderer österreichischen Monarchen
Nicht nur dem heute bekanntesten Monarchen Österreichs wurden Denkmäler errichtet, auch seine Vorgänger Joseph II. und Franz I. wurden in Büsten und Standbildern verewigt. Besonders vom „Reformkaiser“ Joseph II. als „Schätzer der Menschheit“ existieren eine große Anzahl Standbilder und Büsten, meist zeigen die meist identischen Statuen den Monarchen mit dem Toleranzpatent in der Hand. Jedoch handelt es sich bei diesen Denkmälern um bei weitem nicht so viele wie vom „guten alten Kaiser“ Franz Joseph. Ein Beispiel für ein zu Lebzeiten dessen errichtetes Denkmal einer Vorgängerin ist das monumentale Maria-Theresien-Denkmal in Wien.

Dem nur kurze Zeit regierenden Nachfolger Franz Josephs, Kaiser Karl I. (reg. 1916–1918, gest. 1922) wurden zu Lebzeiten so gut wie keine Denkmäler errichtet. Erst viel später wurde z. B. ihm zu Ehren in seiner langjährigen Sommerfrische Reichenau an der Rax eine Denkmalbüste aufgestellt. Vor der Kirche Nossa Senhora do Monte bei Funchal auf der Insel Madeira, der Begräbnisstätte Kaiser Karls, erinnert ein Standbild im Gewand des Ordens vom Goldenen Vlies an den Monarchen. Aber auch am Innsbrucker Bergisel, in Osttirol oder im heutigen Tschechien wurden Büsten des letzten österreichischen Kaisers aufgestellt.

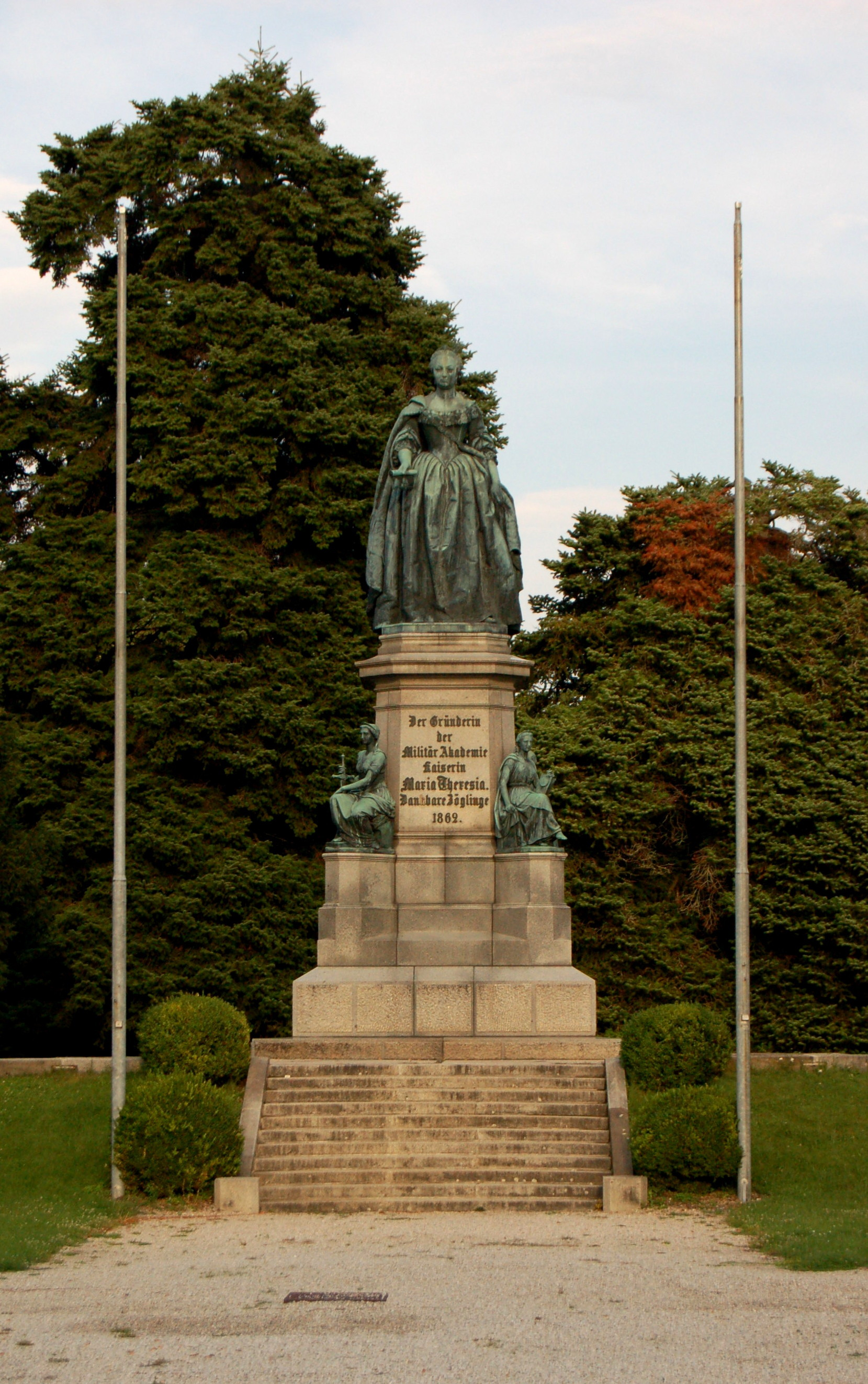
Denkmal für Maria Theresia im Akademiepark in Wiener Neustadt
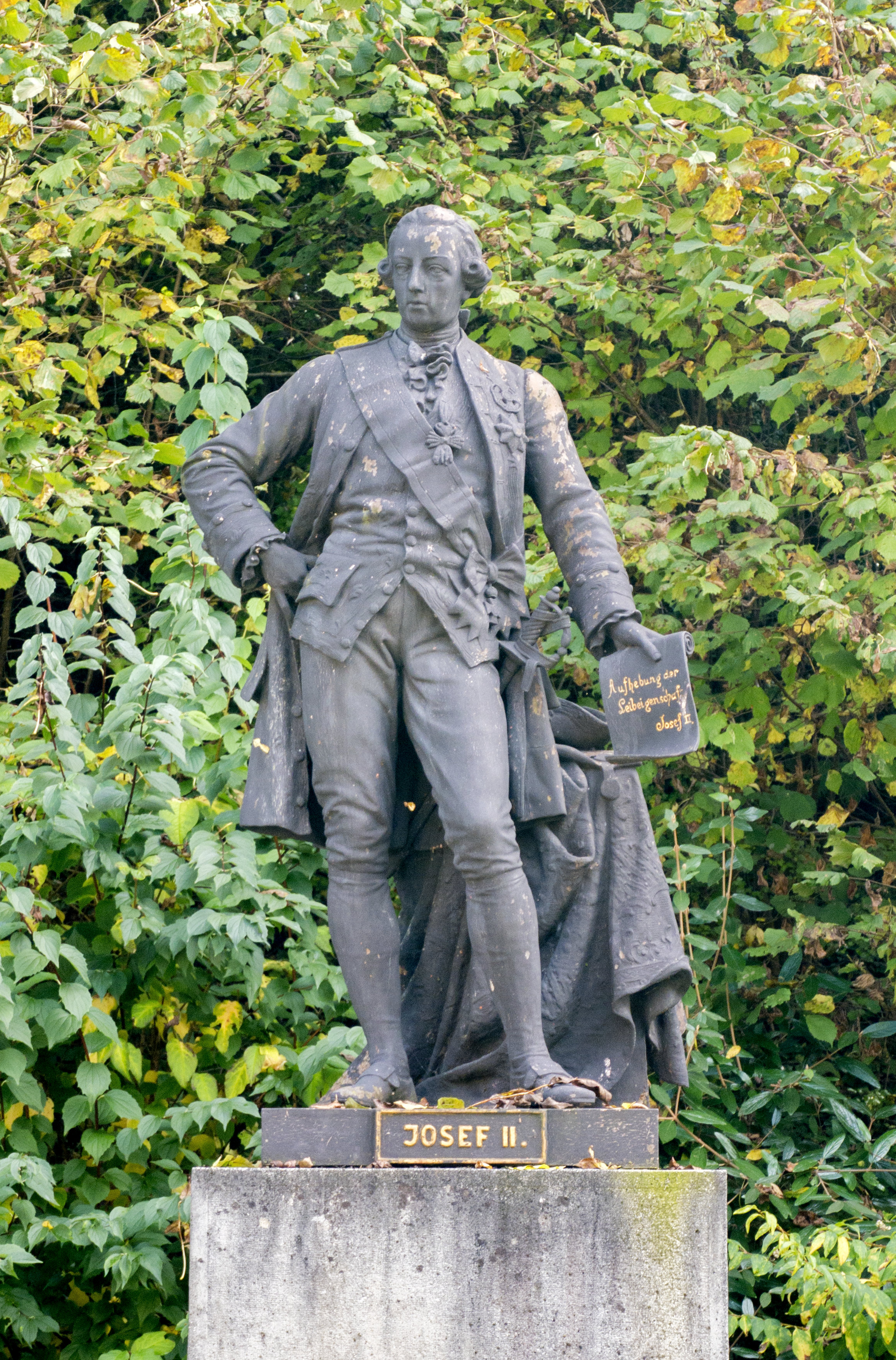
Statue Josephs II. in Mauerkirchen
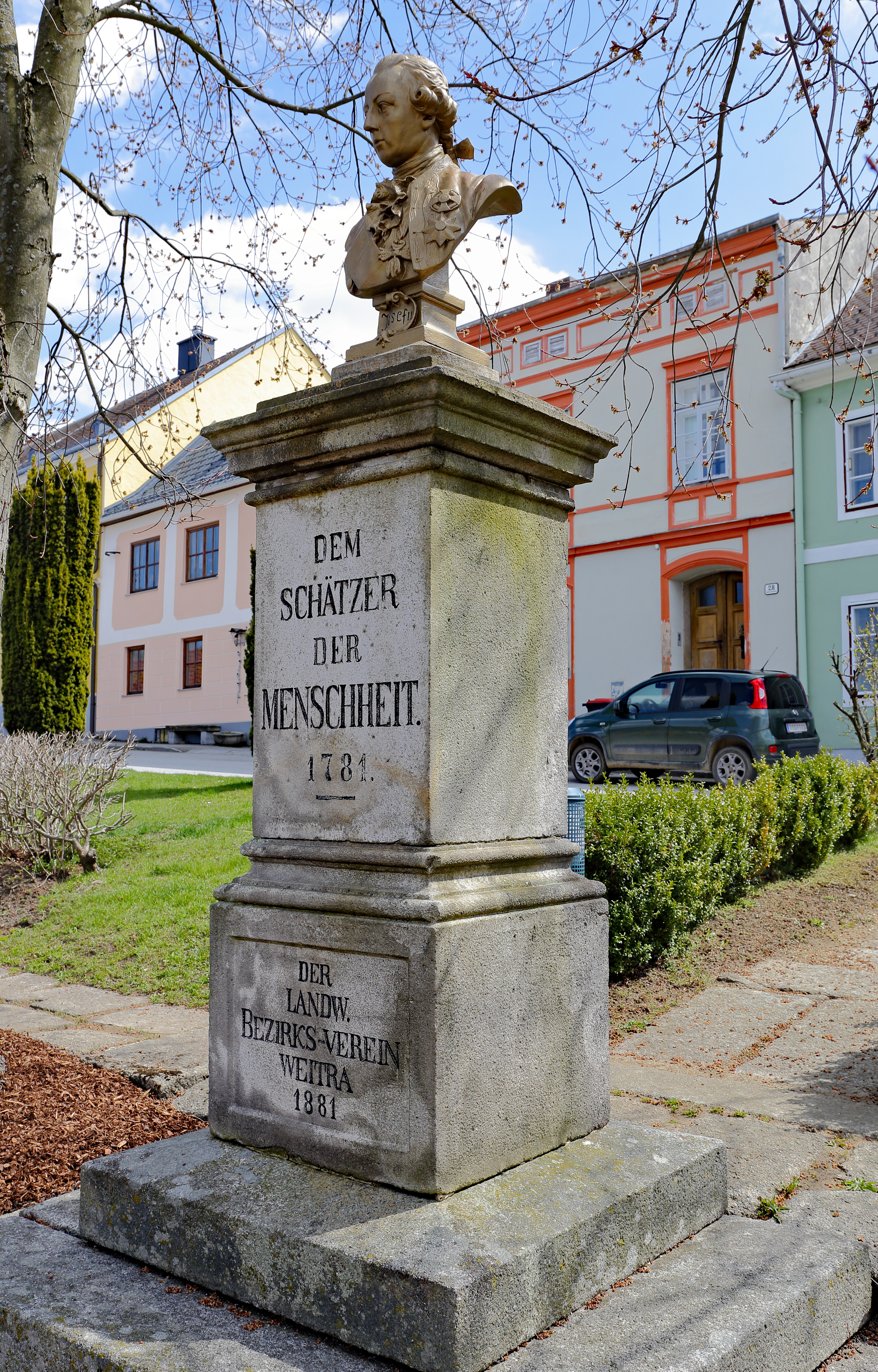
Denkmal Kaiser Josephs II. im niederösterreichischen Weitra
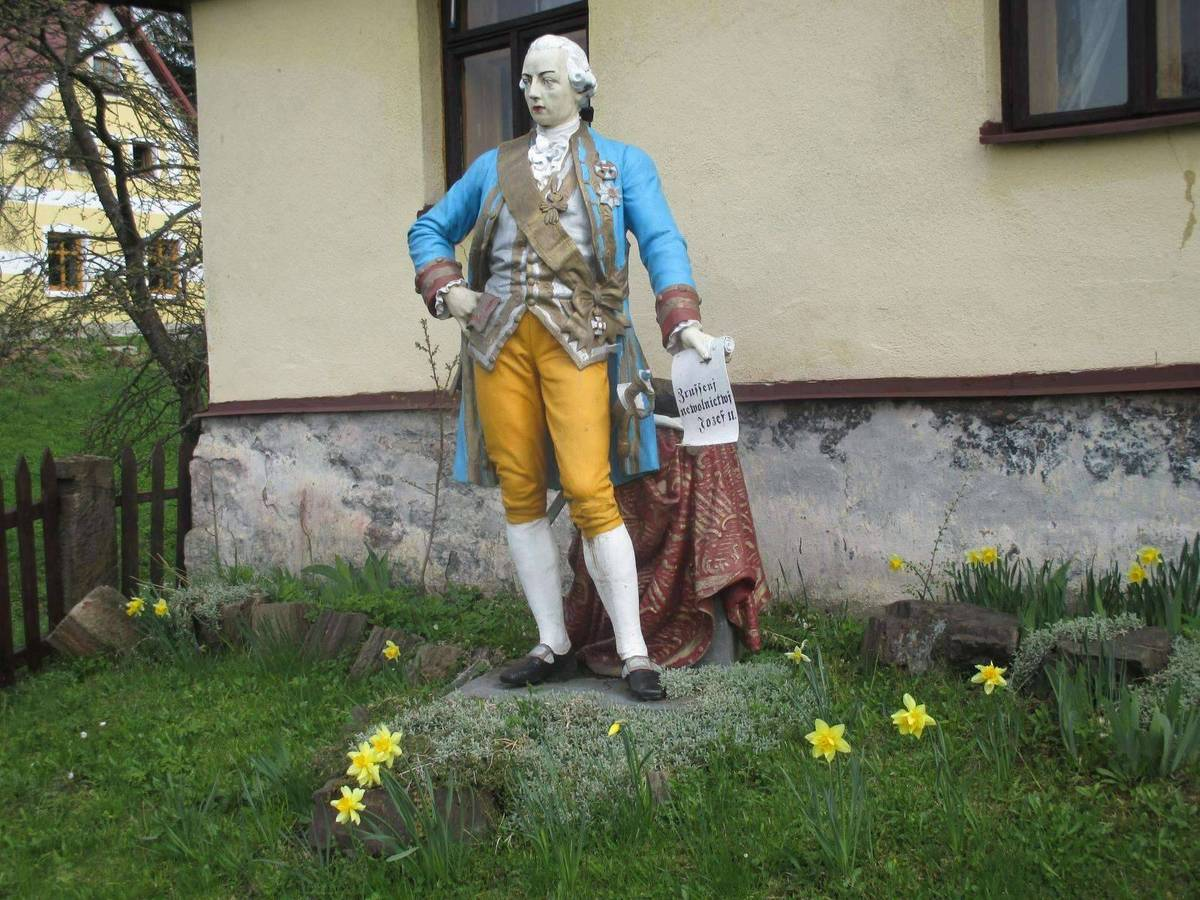
Angefärbeltes Denkmal des „Reformkaisers“ in Markoušovice im heutigen Tschechien
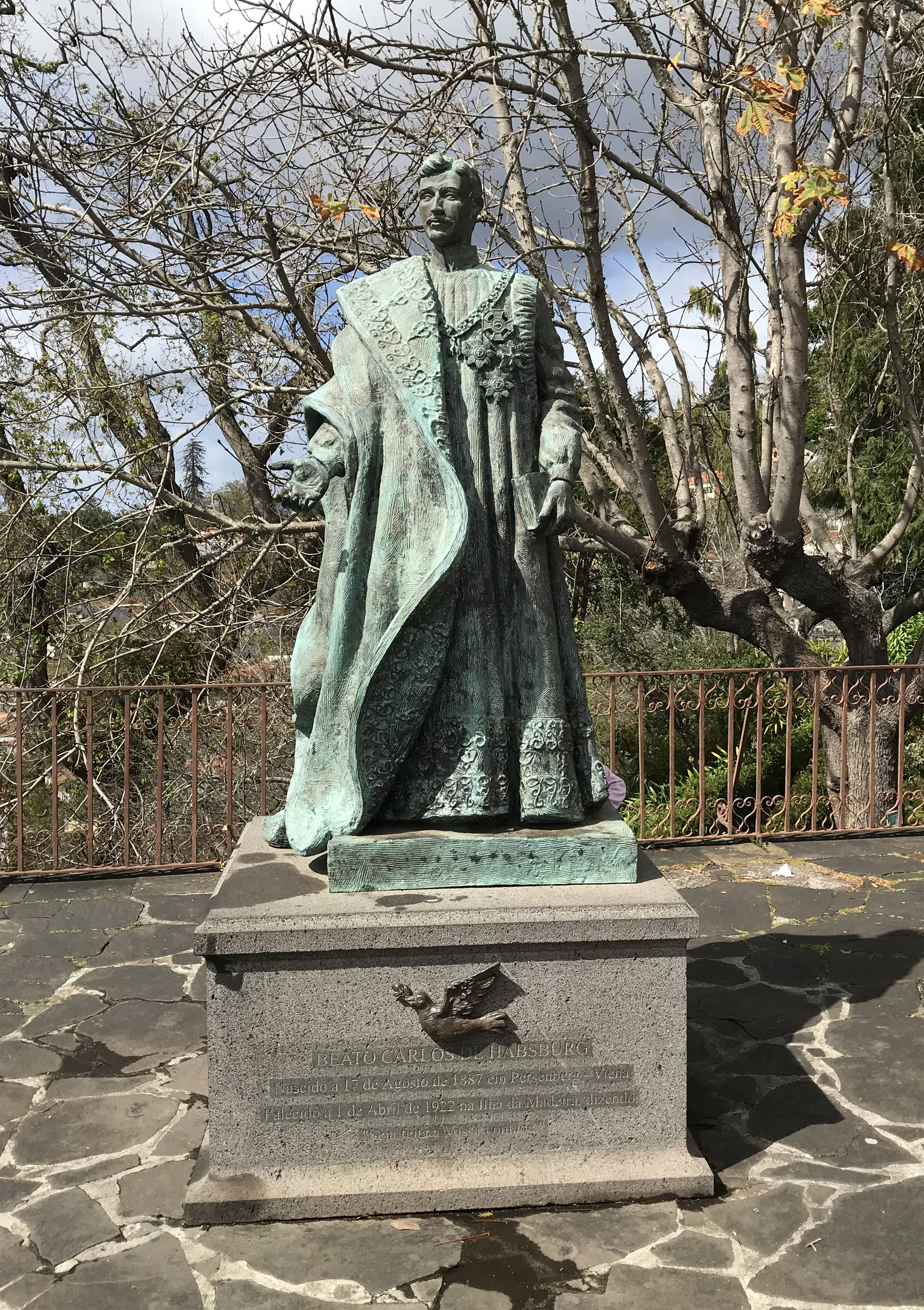
Denkmal Kaiser Karls vor der Kirche Nossa Senhora do Monte auf Madeira
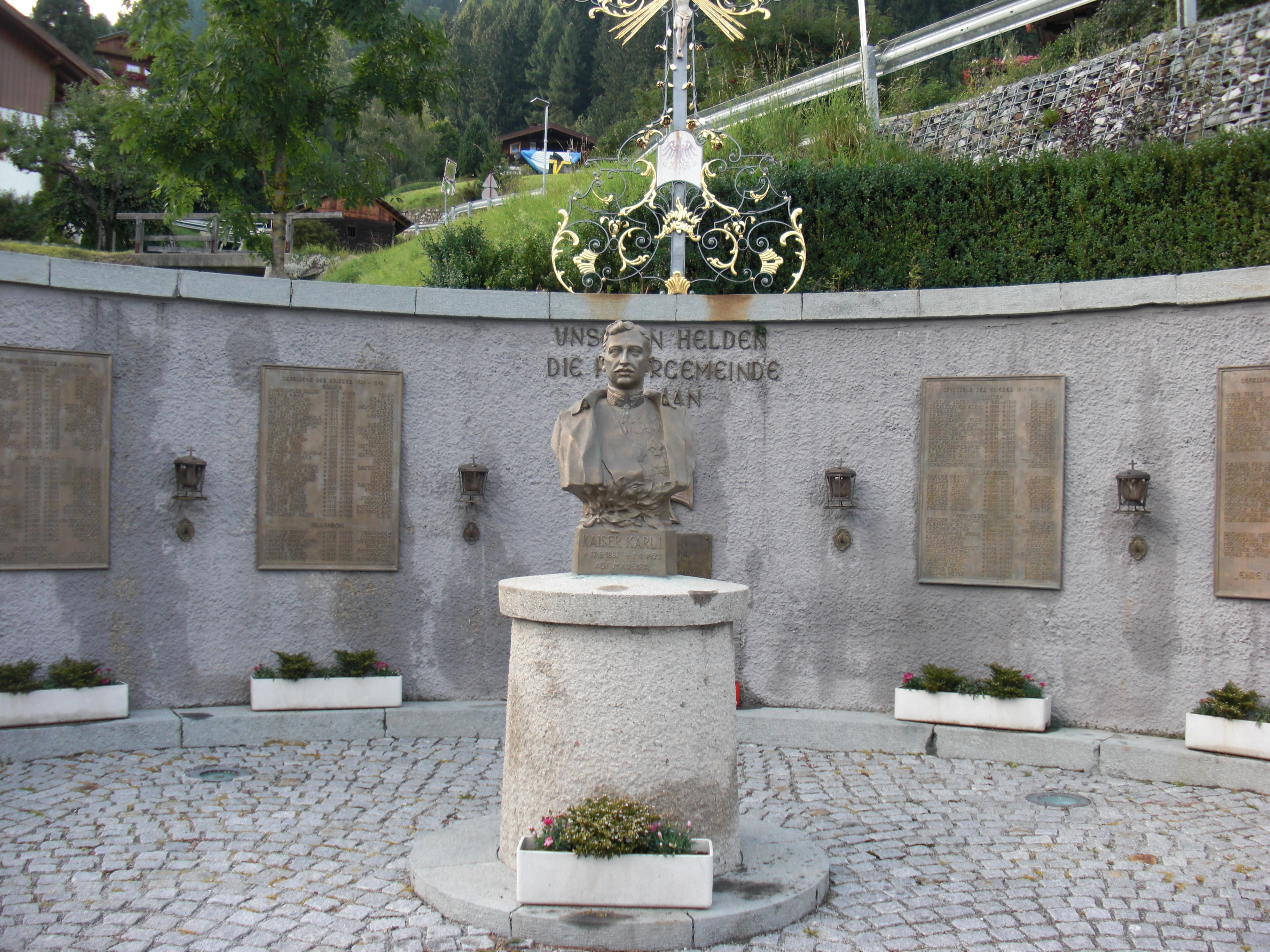
Kriegerdenkmal Sillian mit einer Büste Kaiser Karls I.
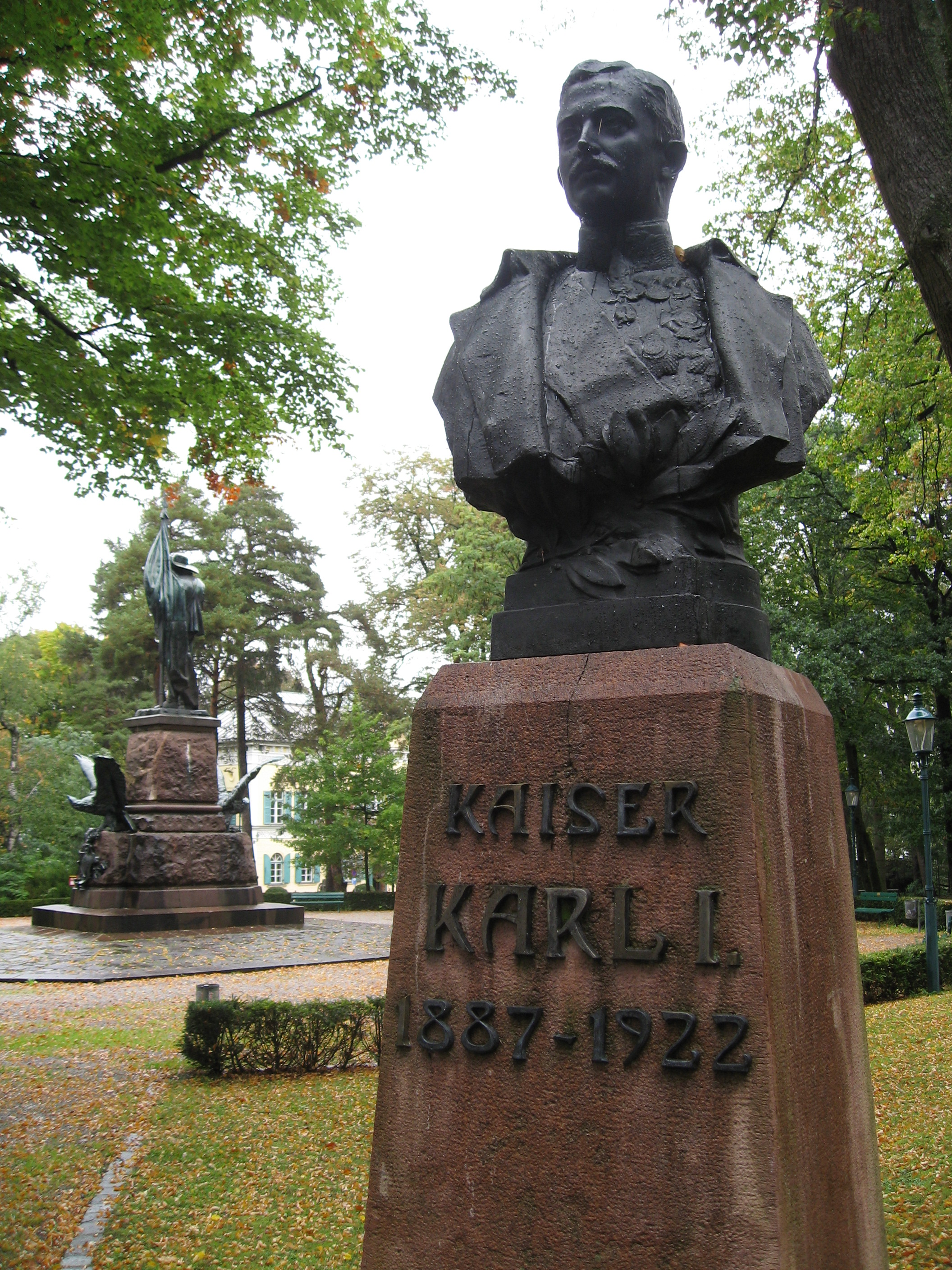
Denkmal Kaiser Karls am Bergisel